# Corfu
Corfu sau Kerkyra (greacă Κέρκυρα - Kerkyra) este o insulă grecească situată în Marea Ionică. Este a doua ca mărime (după Kefalonia) și cea mai nordică din grupul principal al Insulelor Ionice. Cu o lungime de 62 km și o lățime maximă de 30 km, insula are o suprafață estimată de 592.9 km2 și o coastă în lungime de 217 km. 
Grupul de insule din Marea Ionică mai poartă denumirea și de Heptanez sau Eptanisa (Cele Șapte Insule). După cum sugerează și numele, acest grup insular este format din șapte insule mari: Corfu, Paxi, Lefkada, Kefalonia, Ithaka și Zakynthos  (care se află în Marea Ionica) și cea de-a șaptea insula, Kythira, care se află în Marea Mediteraneană.

## Nume
Numele grecesc Kerkyra sau Korkyra este strâns legat de două zeități ale apei: Poseidon, zeul mării și Asopos care este numele zeilor mai multor râuri din Grecia continentală. Potrivit mitologiei Poseidon s-a îndrăgostit de frumoasa nimfă Korkyra, fiica lui Asopos și a nimfei râului Metope, și a răpit-o. Poseidon a adus-o pe Korkyra pe insula fără nume până atunci și i-a oferit numele locului: Korkyra care, treptat, s-a transformat în Kerkyra. Cei doi au avut mai mulți copii printre care și Phaiax după care locuitorii insulei au fost numiți Phaiakes (în latină, Phaeaciani). Corfu este cunoscută drept Insula Feacienilor. 
Numele Corfu este o versiune venețiană a cuvântului bizantin Κορυφώ (Koryphō) care înseamnă „orașul vârfurilor”. Derivă din cuvântul Κορυφαί (Koryphai) („creste” sau „vârfuri”), referindu-se la cele două vârfuri ale Palaio Frourio (Vechea fortareața din Corfu).

## Geografie
Marginea de nord-est a insulei Corfu se află de-a largul coastei albaneze Sarandë separată de strâmtori care variază de la 3 la 23 km în lățime. Partea de sud-est a insulei se află de-a largul coastei grecesti Thesprotia. 

Harta Corfu cu insulele sale satelit Othoni, Ereikoussa, Mathraki, Paxos și Antipaxos.

Cu o suprafața estimată la 592,9 km2, insula are aproximativ 64 km lungime și aproximativ 32 km lățime maximă și are o linia de coastă ce se întinde pe 217 km . 
Două lanțuri muntoase împart insula în trei : nordul care este muntos, centrul deluros și sudul cu relief de câmpie. Cel mai important dintre cele două lanțuri muntoase este Pantokratorul (tradus „Atotputernicul”) ce se întinde de la Capul Falacro până la Capul Psaromita și care atinge cea mai mare înălțime, 906 m, în vârful cu același nume. 
Între Golfului Gouvia și orașul Corfu se găsesc două insule  cunoscute sub numele de Lazaretto și Ptychia (sau Vido). 
Insula Lazaretto, cunoscută anterior ca Sf. Dimitrios, este situată la 1,1 km de țărm. are o suprafață de 7,1 ha și intră în administrarea Organizației Naționale de Turism a Greciei. 
Insula Vido este o insulă mică (cu mai puțin de 1 km în diametru) aflată la doar 1200 de metri de vechiul Port din orașul Corfu de unde se poate ajunge cu barca.
Insulele Diapontia sunt situate în nord-vestul insului Corfu, la aproximativ 6 km distanță de țărm și la aproximativ 40 km de coasta italiană. Principalele insule sunt Othonoi, Ereikoussa și Mathraki. 

## Clima
Corfu are un climat mediteraneean cu vară fierbinte (clasificarea climatică Köppen: Csa) cu veri calde, uscate și ierni blânde până la răcoroase, foarte ploioase, care sunt mult mai umede decât alte insule grecești.[19] Cea mai mare temperatură înregistrată vreodată este de 42,8 °C (109,0 °F) pe 24 iulie 2007, în timp ce cea mai scăzută este de -6,0 °C (21,2 °F) pe 17 ianuarie 2012.
Insula Corfu are un climat mediteraneean cu veri uscate și fierbinți și ierni blânde și mult mai umede decât în alte insule grecești. Cea mai mare temperatură înregistrată vreodată este de 42,8 °C  (24 iulie 2007), iar cea mai scăzută este de -6,0 °C (17 ianuarie 2012).

## Transport

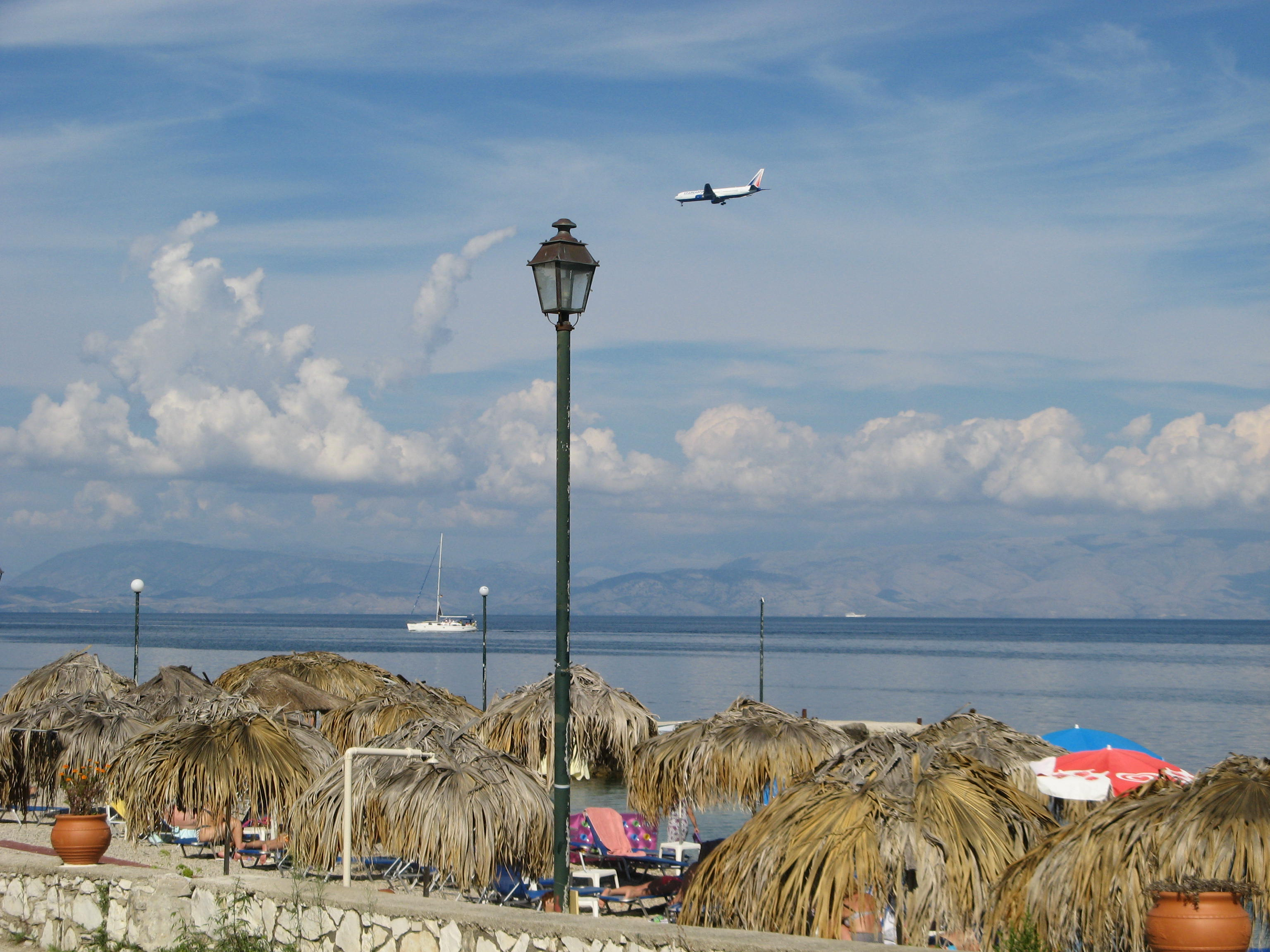
Insula Corfu, vedere din apropierea aeroportului

- Aeroporturi - Aeroportul Internațional Ioannis Kapodistrias, numit după Ioannis Kapodistrias, un diplomat corfiot și european și primul guvernator al statului grec independent, este situat la aproximativ 3 km sud de Kerkyra și la doar 0,5 km nord de Pontikonisi.
- Porturi – Insula Corfu este deservita de doua porturi : Corfu si Lefkimi Portul principal se află situat în capitala insulei. Este un port modern care poate găzdui feriboturi de pasageri și vase de croazieră. Toate feriboturile din Grecia continentală (Igoumenitsa și Patra), din Italia (Ancona, Bari) și din Albania (Sarandë) opresc acolo. Din portul Corfu se pot lua de asemenea  feriboturi către Paxi și Insulele Diapontian (Mathraki, Ereikoussa, Othoni). Portul Lefkimi este un port mai mic ce se află la 43 km de orașul Corfu care leagă insula de Paxi și Igoumenitsa.
- Rețeaua de drumuri - Insula este legată de două autostrăzi: GR-24 în nord-vest (Corfu – Palaiokastritsa) și GR-25 în sud (Corfu – Lefkimi). Autocarele fac legatura intre insula si Atena sau Salonic. Autobuzele urbane circulă din oraș către aeroport și câteva majoritatea locurilor de interes de pe insula.

## Municipalități și comunități
Corfu este una dintre unitățile regionale ale Greciei cu capitala în orașul Corfu. Unitatea regională este formată din insulele Corfu, Paxoi (Paxos), Othonoi, Ereikoussa, Mathraki și mai multe insule mici, toate aflate în Marea Ionică.
Ca urmare a reformei guvernului Kallikratis din 2011 unitatea regională Corfu este subdivizată în trei municipalități:
- Corfu Central și Insulele Diapontian cu sediul în orașul Corfu și cu următoarele opt subdiviziuni (unități municipale): Achilleio, Corfu (oraș), Ereikoussa, Faiakes, Mathraki, Othonoi, Palaiokastritsa și Parelioi
- Corfu de Nord cu sediul în satul Acharavi și cu următoarele patru subdiviziuni (unități municipale): Agios Georgios ,Esperies, Kassopaia și Thinali
- Corfu de Sud cu sediul în satul Lefkimmi și cu următoarele trei subdiviziuni (unități municipale): Korissia, Lefkimmi și Meliteiei.

## Coduri poștale
| Oraș                      | Cod poștal | Oraș              | Cod poștal |
| ------------------------- | ---------- | ----------------- | ---------- |
| AFIONAS                   | 490 81     | KANALI            | 491 00     |
| AGIOI DEKA                | 490 84     | KANONI            | 491 00     |
| AGIOS GEORGIOS ARGIRADON  | 490 80     | KAROUSSADES       | 490 81     |
| AGIOS GORDIS              | 490 84     | KASTELANOS        | 490 84     |
| AGIOS IOANIS              | 491 00     | KATO GAROUNA      | 490 84     |
| AGIOS IOANIS KAROUSADON   | 490 81     | KATO KORAKIANA    | 490 83     |
| AGIOS IOANIS PERISTERON   | 490 84     | KATO PAVLIANA     | 490 84     |
| AGIOS IOANIS TRIKLINON    | 491 00     | KAVALERENA        | 491 00     |
| AGIOS MATHAIOS            | 490 84     | KAVOS LEKIMIS     | 490 80     |
| AGIOS PROKOPIS            | 490 84     | KEFALOMANDOUKO    | 491 00     |
| AGIOS STEFANOS (AVLIOTON) | 490 81     | KERKIRA           | 491 00     |
| AHARAVI                   | 491 00     | KINOPIASTES       | 490 84     |
| ALEPOU                    | 491 00     | KOMENO            | 491 00     |
| ALIKES                    | 491 00     | KOMIANATA         | 490 84     |
| ANALIPSI KERKIRAS         | 490 83     | KONTOKALI         | 491 00     |
| ANEMOMILOS KERKIRA        | 491 00     | LAKONES           | 490 83     |
| ANO GAROUNA               | 490 84     | LEFKIMI           | 490 80     |
| ANO KORAKIANA             | 490 83     | LIAPADES          | 490 83     |
| ANO LEFKIMI               | 490 80     | LIVADI            | 490 81     |
| ANO PAVLIANA              | 490 84     | LOUTSES           | 491 00     |
| ARGIRADES                 | 490 80     | MARATHIAS         | 490 80     |
| ARILLAS (MAGOULADES)      | 490 81     | MESSOGI           | 490 80     |
| ARMENADES                 | 490 81     | MORAITIKA         | 490 84     |
| ASPIOTES                  | 490 83     | NEOHORI           | 490 80     |
| ASSIRMATOS POTAMOU        | 491 00     | NISSAKI           | 491 00     |
| ASTRAKERI                 | 490 81     | PAGI KERKIRAS     | 490 83     |
| AVLIOTES                  | 490 81     | PALAIOKASTRITSA   | 490 83     |
| BARBATI                   | 491 00     | PARAMONAS         | 490 84     |
| BENITSES                  | 490 84     | PELEKAS           | 491 00     |
| BOUKARI                   | 490 80     | PENTATI           | 490 84     |
| CASSIOPE                  | 491 00     | PERAMA GASTOURIOU | 490 84     |
| DAFNI                     | 490 81     | PERITHIA          | 491 00     |
| DAFNILA                   | 490 84     | PERIVOLI LEFKIMIS | 490 80     |
| DASSIA                    | 491 00     | PEROULADES        | 490 81     |
| DOUKADES                  | 490 83     | PIRGI             | 490 83     |
| EPISKEPSI                 | 491 00     | PLATONAS          | 490 81     |
| EPISKOPIANA               | 490 84     | POTAMOS           | 491 00     |
| ERIKOUSSA (NISSI)         | 491 00     | RIGLADES          | 491 00     |
| ERMONES                   | 491 00     | RODA              | 490 81     |
| ESTAVROMENOS              | 490 84     | SIDARI            | 490 81     |
| GARITSA                   | 491 00     | SINARADES         | 490 84     |
| GASTOURI                  | 491 00     | STROGHILI         | 490 84     |
| GIANNADES                 | 491 00     | TRIKLINO          | 491 00     |
| GLIFADA                   | 491 00     | TSAKI             | 490 84     |
| GOUVIA                    | 491 00     | TZAVROS           | 491 00     |
| HLOMOS                    | 490 80     | VASSILATIKA       | 490 80     |
| KALAFATIONES              | 490 84     | YPSOS             | 490 83     |
| KALAMI                    | 491 00     |                   |            |

## Istorie

### Perioada preistorică și antică
Legenda spune că insula Corfu, numită pe atunci Corcyra, era Scheria sau Drepani, casa feacienilor - poporul lui Alkinoos. Insula a fost într-adevăr identificată de unii savanți cu Scheria, insula feacienilor, descrisă în Odiseea lui Homer, deși nu au fost găsite dovezi concludente pentru această teorie.
Descoperirile arheologice din apropierea Castelului Gardiki și din Sidari au scos la lumină urme de așezări umane care datează încă din pre-neolitic și din Epoca Bronzului.
Primii coloniști au fost cei din Eretria însă au fost strămuți aproximativ în anul 735 î.Hr. de coloniilor corintine care erau foarte independente și nu se supuneau conducătorilor din Corint.
În jurul anului 664 î.Hr., prima bătălie navală din istoria Greciei a avut loc chiar în largul coastei insulei Corcyra, bătălie care s-a încheiat cu cucerirea Corcyrei de către corintianul Periander.
În următorul secol, colonia și-a recâștigat independența și a luptat din greu pentru a deveni un centru comercial, beneficiind de o locația geografică de invidiat.
În timpul invaziei persane din 480 î.e.n. a fost echipată cu cea de-a doua cea mai mare flotă grecească (60 de nave), dar nu a luat parte activă la război.
În anul 435 î.Hr. guvernul insulei a cerut Atenei să aplaneze un nou conflict cu Corintul. Această solicitare a fost acceptată și a fost unul dintre factorii care au contribuit la Războiul peloponesiac (431-404 î.Hr.). Corfu și-a încheiat implicarea în război în 410 î.Hr., dar o nouă alianță cu Atena în anul 375 î.Hr. a provocat mai multe ostilități.
Atenienii au fost cei care au susținut Corfu atât împotriva corintienilor, cât și a spartanilor, aceștia din urmă având și ei propriile tentative de a câștiga dominația asupra insulei în 375 îH.
În anul 303 î.Hr. insula a fost ocupată pentru o scurtă perioadă de timp de generalul Cleonymus din Sparta, apoi și-a recăpătat independența și mai târziu a fost atacată și cucerită de Agatocle din Siracuza. El i-a oferit Corfu ca zestre fiicei sale Lanassa la căsătoria ei cu Pyrrhus, regele Epirului. Insula a rămas sub stăpânire epirotică până în 255 î.Hr. când a devenit independentă după moartea lui Alexandru, ultimul rege al Epirului.
În anul 229 î.Hr., în urma bătăliei navale de la Paxos, a fost capturată de iliri. Corfu a căutat ajutor de la Roma pentru a rezolva situația dificilă din Marea Egee și a devenit parte a Imperiului Roman. Romanii au recunoscut importanța navală a insulei Corfu și au păstrat insula ca stat liber. Din acea perioadă există mai multe situri cu vestigii romane, inclusiv castelul de la Kassiopi.
În anul 148 î.Hr. a fost atașată provinciei Macedonia, iar în anul 31 î.Hr., i-a servit lui Octavianus (devenit mai târziu împăratul Augustus) drept bază navală împotriva lui Marcu Antoniu. Acesta a fondat pe continent un nou oraș, la Nicopolis, în memoria victorie sale asupra lui Marc Antoniu și Cleopatrei a și a decretat ca populația să se mute în noul oraș astfel începând o perioadă de declin pentru Corfu.

### Perioada romană și medievală
Creștinismul a ajuns în Corfu în primul secol d.H.. Doi ucenici ai Sfântului Pavel, Iason din Tars și Sosipatru din Patras, au propovăduit Evanghelia și, conform tradiției, locuitorii orașului Corfu și o mare parte a insulei s-au convertit la creștinism. Moaștele lor au fost adăpostite în vechea catedrală (ce se afla pe locul actualei Cetăți Vechi) pentru ca mai apoi sa fie mutate în biserica construită pentru ei în jurul anului 100 d.Hr..
În anul 551 d.H., în timpul Războiului Gotic, ostrogoții au atacat insula și au distrus orașul Corfu, cunoscut pe atunci sub numele de Chersoupolis (”Oraș de pe promontoriu”) datorită poziționării sale între Golful Garitsa și Kanoni.

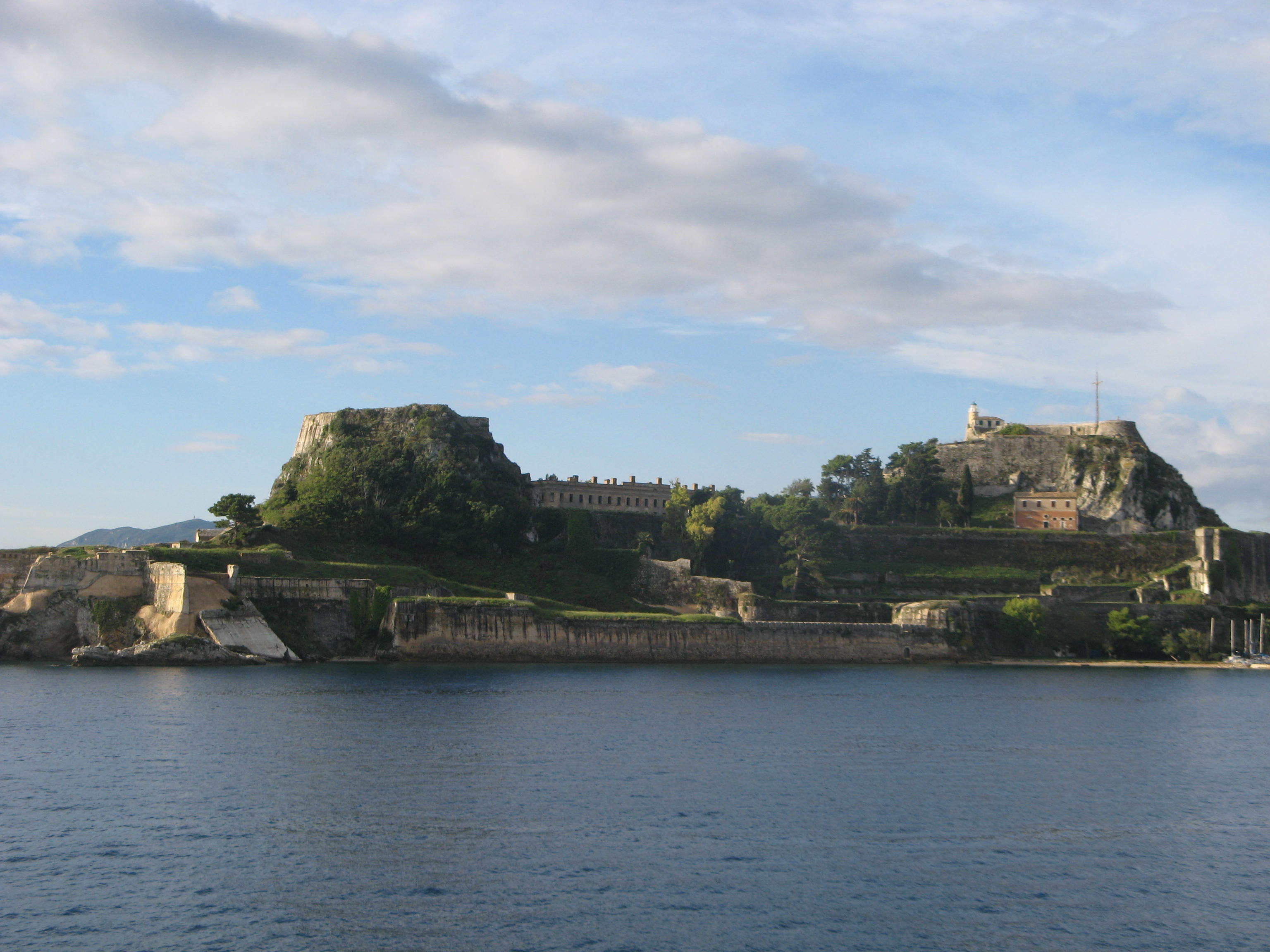
Cetatea din Corfu

Pe parcursul secolelor următoare zona locuită a fost mutată mai spre nord, pe locul actualei Cetăți Vechi, unde dealurile stâncoase ofereau protecție naturală împotriva raidurilor. De la vârfurile gemene ale noului sit, orașul medieval și-a primit noul nume, Korypho („Orașul de pe vârf”) sau Korphoi („Vârfurile”), de unde și numele occidental modern de „Corfu”. Locul anterior al orașului, cunoscut acum ca Palaiopolis („Oraș vechi”), a continuat să fie locuit timp de câteva secole, totuși.
Cel puțin de la începutul secolului al IX-lea, Corfu și celelalte insule Ionice au făcut parte din “themes” ale Cephalleniei (principalele diviziuni militare și administrative ale Imperiului Bizantin de mijloc). Această thema navală a oferit un bastion defensiv pentru Bizanț împotriva amenințărilor vestice dar a jucat și un rol major în asigurarea cailor maritime bizantine.
Numele medieval Coryphus apare pentru prima dată în relatarea lui Liutprand de Cremona despre ambasada sa din 968 la curtea bizantină.
Corfu s-a bucurat de pace și siguranță relativă în timpul dinastiei macedonene (867–1054), dinastie care a permis construirea unei biserici monumentale pentru Sfinții Iason și Sosipatru în afara zidului orașului Palaiopolis. În anul 933 d.H. orașul a fost condus de primul episcop de Corfu, Arsenie (Arsenios) din Corfu, unul dintre principalii patroni spirituali ai Corfului alături de Sfantul Spyridon.
Pacea și prosperitatea erei macedonene s-au încheiat cu un alt atac sarazin în 1033 dar, mai important, cu apariția unei noi amenințări: în urma cuceririi normande a sudului Italiei, ambițioșii monarhi normanzi au pus ochii pe expansiunile din Est.
De trei ori în decurs de un secol Corfu a fost prima țintă și a servit drept zonă de ședere pentru invaziile normande din Bizanț. Prima ocupație normandă a durat din 1081 până în 1084 și s-a încheiat abia după ce împăratul bizantin Alexie I Comnenul și-a asigurat ajutorul Republicii Veneția. Amiralul George de Antiohia a capturat din nou Corfu în 1147 și a fost nevoie de un asediu de zece luni pentru ca Manuel I Comnens să recupereze insula în 1149. În a treia invazie din 1185, insula a fost din nou capturată de Wilhelm al II-lea al Siciliei, dar insula a fost recâștigată curând de Isaac al II-lea Angelos. 
În timpul destrămării Imperiului Bizantin (Imperiul Roman de Răsărit) , insula a fost ocupată de corsari genovezi (1197–1207) care la rândul lor au fost expulzați de venețieni.
În 1214 a trecut la despoții greci din Epir care i-au dat-o lui Manfred al Siciliei ca zestre în 1259. La moartea sa, în 1267, a trecut la Casa de Anjou. Astfel, Corfu a devenit parte a Regatului Angevin al Albaniei, care a fost condus de Carol de Anjou (Carol I al Neapolelui). 
Insula a fost unul dintre primele locuri din Europa în care s-au stabilit romii. În jurul anului 1360, a fost înființat un feudum, numit Feudum Acinganorum, format în principal din iobagi romi.
Din anul1386 Corfu a fost controlată de Republica Venețiană care, în 1401, a dobândit suveranitatea formală și a păstrat-o până la ocupația franceză din 1797.

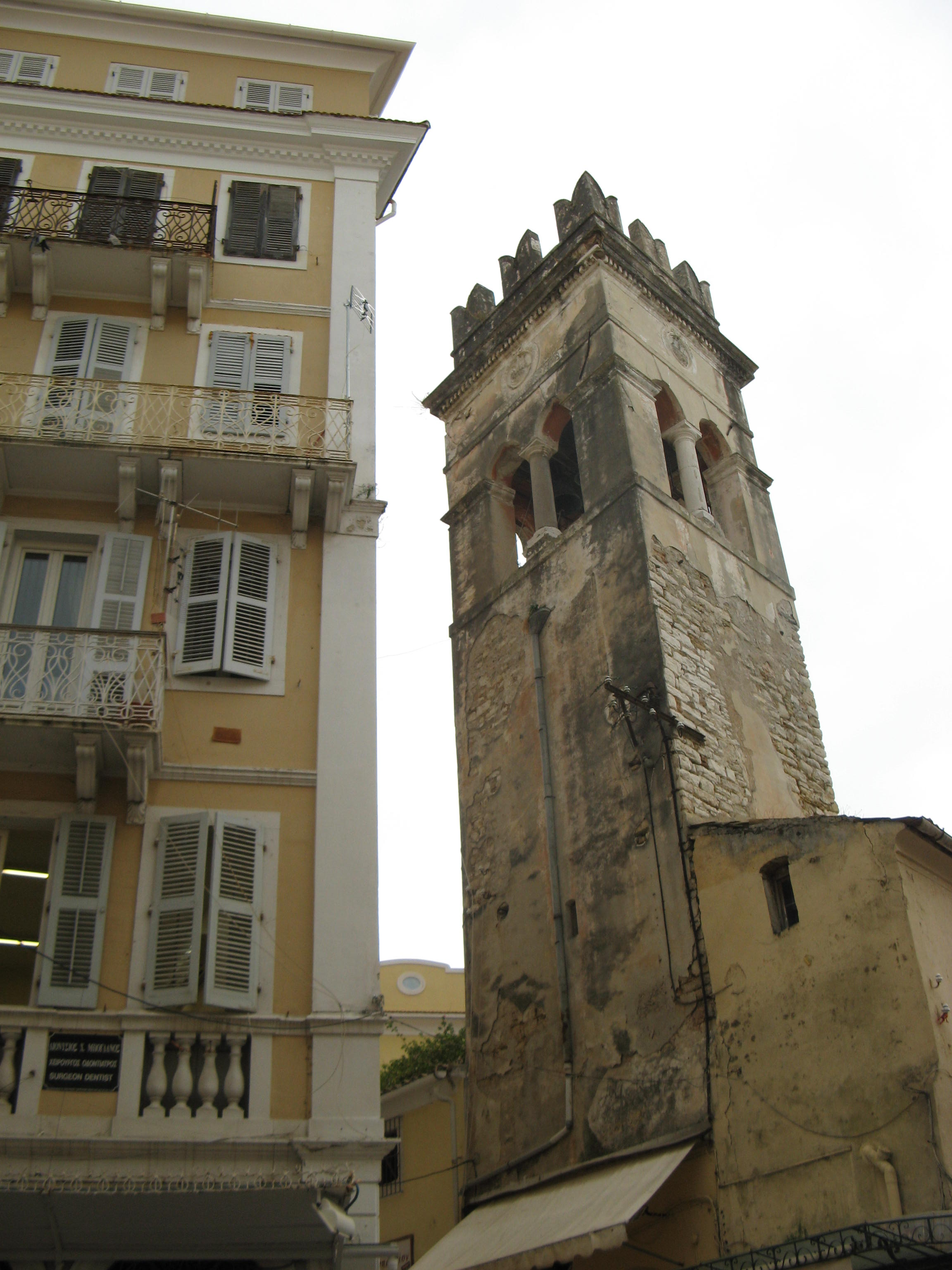
Orașul Corfu

### Perioada venețiană
Din perioada medievală și până în secolul al XVII-lea, insula a fost recunoscută ca un bastion al statelor europene împotriva Imperiului Otoman și a devenit unul dintre cele mai fortificate locuri din Europa. Fortificațiile insulei au fost folosite de venețieni pentru a se apăra împotriva intruziunilor otomane din Marea Adriatică. Corfu a respins mai multe asedii otomane, înainte de a trece sub dominația britanică în urma războaiele napoleoniene.
Kerkyra, „Ușa Veneției”, a rămas în mâinile venețiene din 1401 până în 1797, deși a fost atacată de mai multe ori de forțele navale și terestre otomane și a cunoscut patru asedii majore în 1537, 1571, 1573 și 1716. 

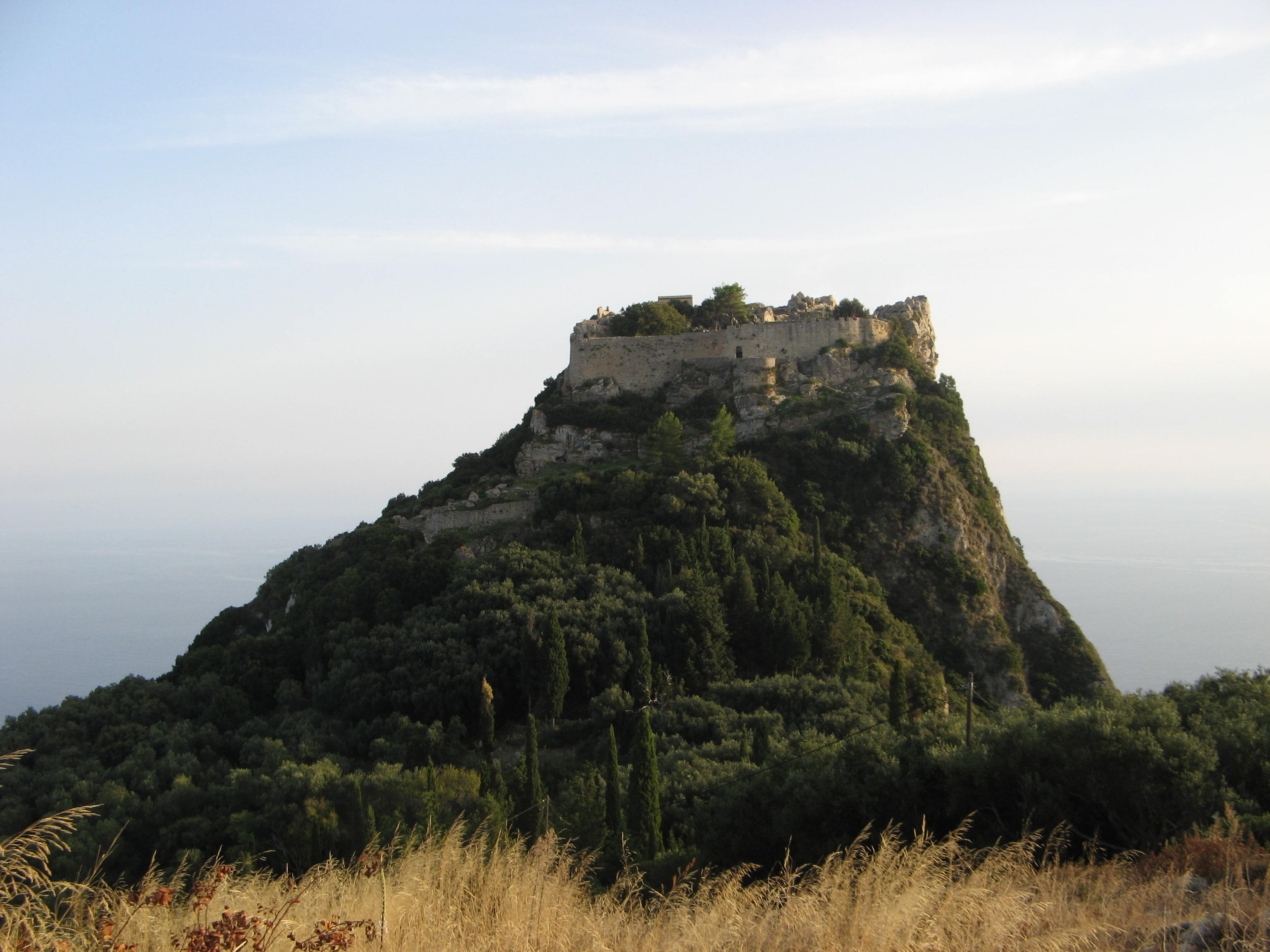
Castelul Angelokastro

Eficacitatea fortificațiilor venețiene puternice precum și puterea unor castele vechi bizantine ca Angelokastro, Castelul Kassiopi, Gardiki sau altele au fost factori suplimentari care au permis insulei să rămână liberă. Will Durant a susținut că insula Corfu îi datora Republicii Venețiene faptul că a fost una dintre puținele părți ale Greciei niciodată cucerite de otomani.
O serie de încercări ale otomanilor de a cuceri insula a început în 1431, când trupele otomane conduse de Ali Bey Evrenosoğlu au debarcat pe insulă. Otomanii au încercat să ocupe castelul orașului și au atacat zona înconjurătoare dar au fost respinși. Asediul Corfului (1537) a fost primul mare asediu al otomanilor. A început la 29 august 1537 cu 25.000 de soldați din flota otomană debarcând și jefuind insula și luând 20.000 de ostatici ca sclavi. În ciuda distrugerilor provocate în mediul rural, castelul orașului a rezistat încercărilor repetate de peste douăsprezece zile de a-l lua, iar turcii au părăsit insula fără succes din cauza logisticii proaste și a unei epidemii care le-a decimat rândurile.
Treizeci și patru de ani mai târziu, în august 1571, forțele otomane s-au întors pentru o nouă încercare de a cuceri insula. După ce au capturat Parga și Mourtos din partea continentală a Greciei, au atacat insula Paxos. Ulterior, au debarcat pe țărmul de sud-est al insulei Corfu și au cucerit teritorii de la Lefkimi până la Ipsos. Aceste zone au fost complet jefuite. Cu toate acestea, castelul orașului a rămas ferm din nou, o dovadă a abilităților inginerești de construcție a castelului venețian. Un alt castel, Angelokastro, situat pe coasta de nord-vest, lângă Palaiokastritsa și situat pe un teren deosebit de abrupt și stâncos, a rezistat și el. Castelul este o atracție turistică chiar și astăzi.
Aceste înfrângeri în estul și vestul insulei s-au dovedit decisive, iar otomanii și-au abandonat asediul și au plecat. Doi ani mai târziu și-au repetat încercarea. Veniți din Africa după o campanie victorioasă, au aterizat în Corfu și au făcut ravagii în zonele rurale. În urma unui contraatac trupele otomane au fost forțate să părăsească orașul.
Al doilea mare asediu al Corfului a avut loc în 1716, în timpul ultimului război otoman-venețian (1714–1718). După cucerirea Peloponezului în 1715, flota otomană a apărut în Buthrotum vizavi de Corfu. Pe 8 iulie flota otomană, care transporta 33.000 de oameni, a navigat spre Corfu de la Buthrotum și s-a stabilit la Ipsos. În aceeași zi, flota venețiană a întâlnit flota otomană în largul Canalului Corfu și a învins-o în bătălia navală care a urmat. La 19 iulie, după ce a luat câteva forturi îndepărtate, armata otomană a ajuns pe dealurile din jurul orașului Corfu și l-a asediat. În ciuda atacurilor repetate și a luptelor grele, otomanii nu au putut să învingă apărarea și au fost forțați să ridice asediul după 22 de zile. Cei 5.000 de venețieni și mercenari străini, împreună cu 3.000 de corfioți, sub conducerea contelui von der Schulenburg, care comanda apărarea insulei, au fost din nou victorioși. Succesul a fost datorat în mare parte fortificațiilor extinse, unde ingineria castelului venețian se dovedise încă o dată salvatoare. Respingerea otomanilor a fost sărbătorită pe scară largă în Europa, Corfu fiind văzut ca un bastion al civilizației occidentale împotriva valului otoman. Aceasta victorie a fost celebrate și de către compozitorul venețian Antonio Vivaldi în "Juditha triumphans".

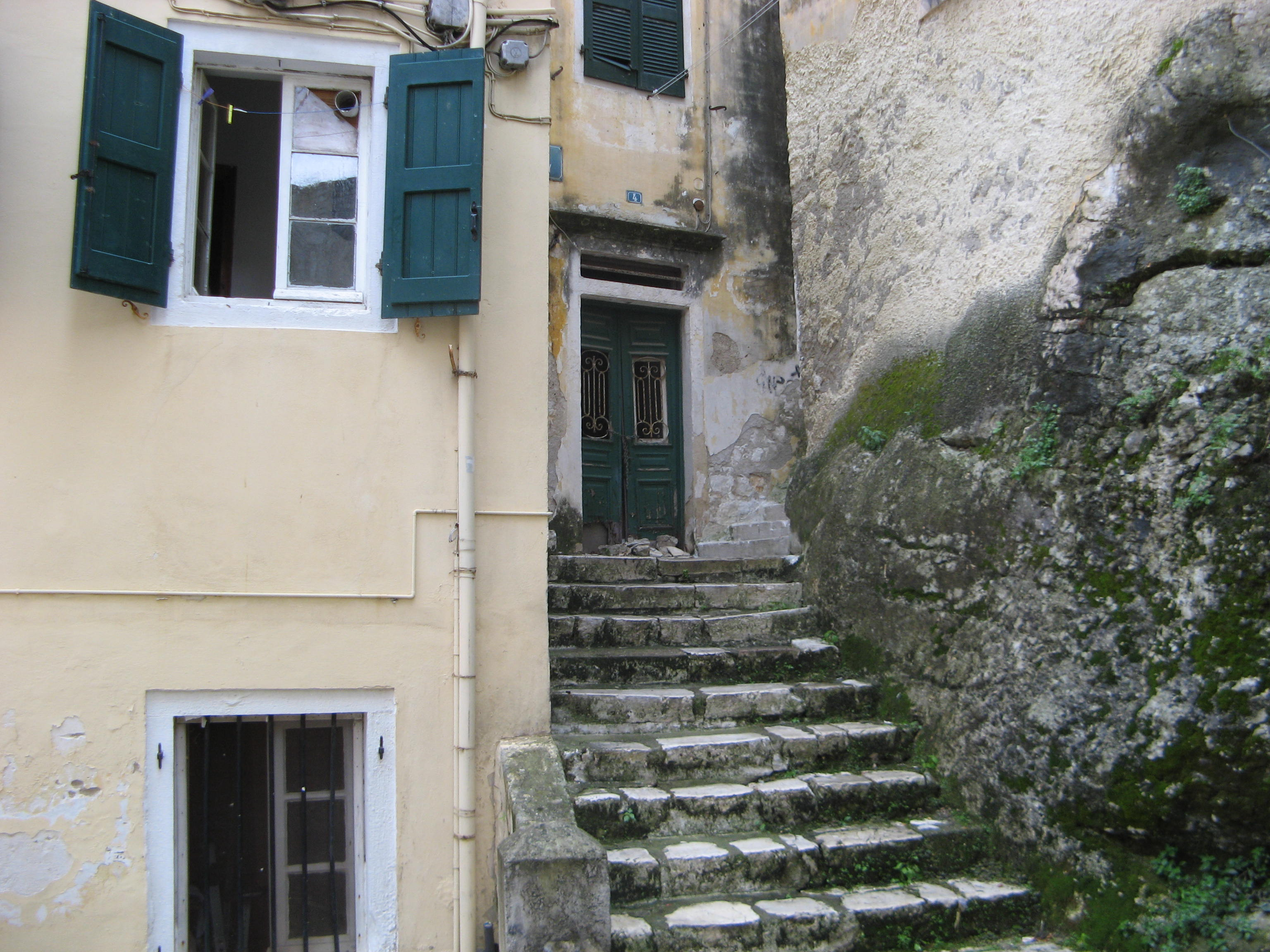
Orașul vechi Corfu

#### Moștenire venețiană
Arhitectura urbană a orașului Corfu diferă de cea a altor orașe mari grecești datorită istoriei unice a orașului. Din anul 1386 până în anul 1797, Corfu a fost condusă de nobilimea venețiană; mare parte din oraș reflectă această epocă. Centrul vechi al orașului păstrează și astăzi influența venețiană și a fost inclus în anul 2007 pe lista patrimoniului cultural mondial UNESCO. 
În perioada venețiană în oraș a fost ridicat primului teatru de operă din Grecia (Nobile Teatro di San Giacomo di Corfù). Multe familii venețiene s-au stabilit în Corfu în acele secole iar limba greacă locală a asimilat multe cuvinte italiene și venețiene care sunt și astăzi folosite. Venețienii au promovat Biserica Catolică în timpul celor patru secole de domnie în Corfu. Astăzi, majoritatea corfioților sunt greco-ortodocși, dar mica minoritate catolică, care trăiește armonios cu comunitatea ortodoxă, își datorează credința acestor origini. Acești catolici contemporani sunt în mare parte familii care au venit din Malta dar și din Italia. Ca și alți greco-catolici, ei sărbătoresc Paștele folosind același calendar ca și biserica greco-ortodoxă. Catedrala Sf. Iacob și Sf. Cristofor din orașul Corfu este sediul Arhiepiscopiei Romano-Catolice din Corfu, Zakynthos și Cefalonia. 
Insula a servit, de asemenea, drept refugiu pentru savanții greci, iar în 1732 a devenit casa primei Academii a Greciei moderne. 
Cultura insulei a fost influențată de cultura venețiană în mai multe de moduri. Astfel ca bucătăria locală a preluat și ea elemente venețiene, iar gătitul corfiot de astăzi include delicatese și rețete venețiene: atât „Pastitsada” derivă din venețiana „Pastissada” dar și cele mai populare feluri de mâncare din insula: Corfu, „Sofrito”, „Strapatsada”, „Savoro”, „Bianco” sau „Mandolato”.

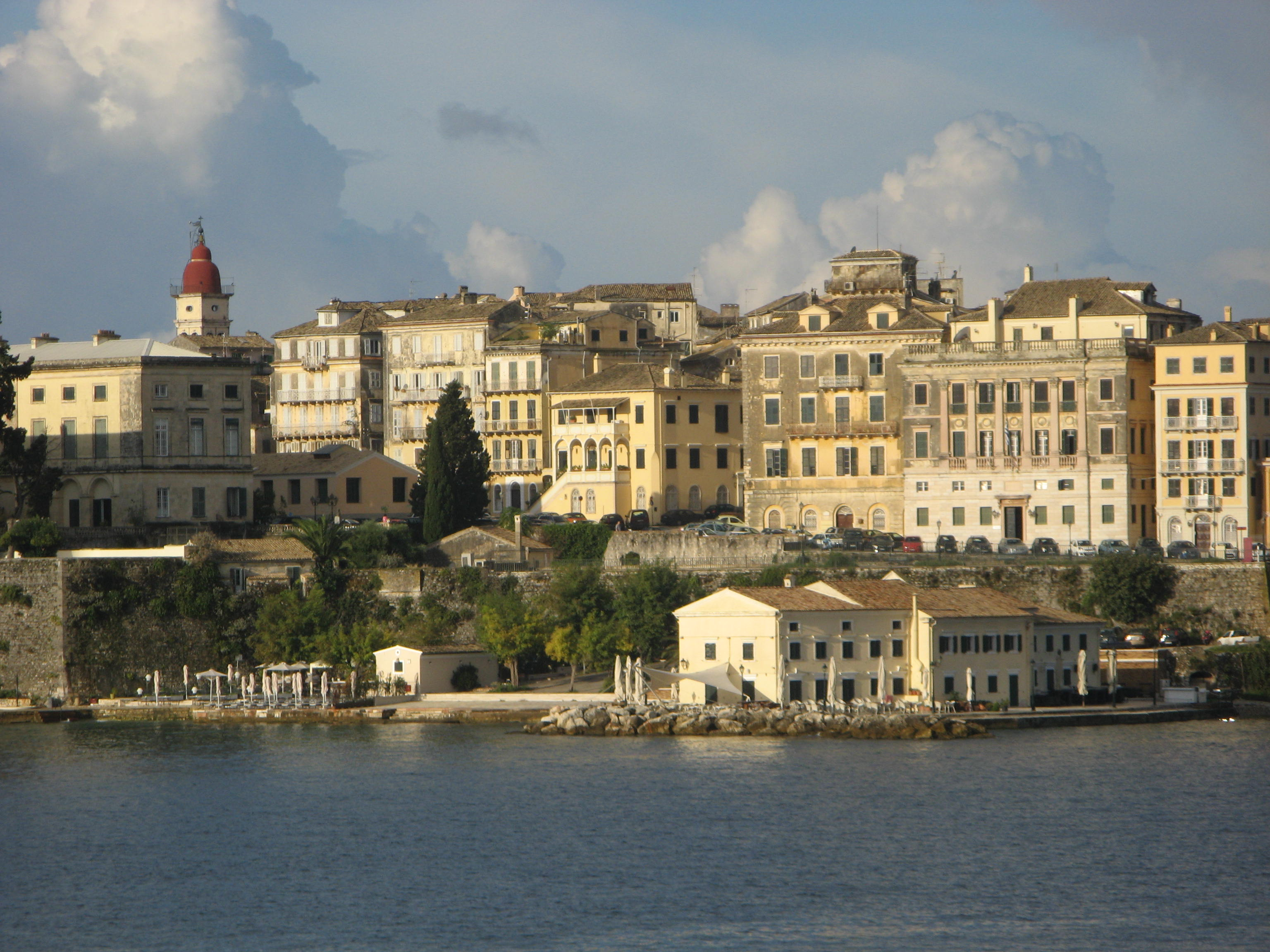
Orașul Corfu

### Secolul al XIX-lea
Prin Pacea de la Campo Formio din 1797, insula Corfu a fost cedată francezilor care au ocupat-o  timp de doi ani până când au fost expulzați de o escadrilă ruso-otomană sub conducerea amiralului Ushakov. Pentru o scurtă perioadă de timp a devenit capitala unei federații autonome a Heptanesos („Șapte Insule”), sub suzeranitate otomană. În anul1807, după Tratatul de la Tilsit, guvernul a fost înlocuit din nou de o administrație franceză sub guvernatorul François-Xavier Donzelot, iar în 1809 a fost asediată fără succes de o flotă a Marinei Regale Britanice care capturase toate celelalte insule ionice.
După înfrângerea finală a lui Napoleon în bătălia de la Waterloo, Insulele Ionice au devenit un protectorat al Regatului Unit prin Tratatul de la Paris din 5 noiembrie 1815 ca "Statele Unite ale Insulelor Ioniene". Corfu a devenit sediul Înaltului Comisar britanic al Insulelor Ionice.
Perioada de stăpânire britanică a dus la investiții noi în drumuri și s-a concentrat pe un sistem îmbunătățit de alimentare cu apă și a transformat Academia Ionică într-o universitate. În această perioadă limba greacă a devenit limba oficială. 
În urma unui decret a doua Adunare Națională a Grecilor de la Atena a ales un nou rege, pe Prințul Wilhelm (William) al Danemarcei, care a luat numele George I al Greciei.
La 29 martie 1864, Regatul Unit, Grecia, Franța și Rusia au semnat Tratatul de la Londra angajând transferul suveranității Greciei după ratificare. Astfel, la 21 mai, prin proclamarea Înaltului Comisar, Insulele Ionice au fost unite cu Grecia.

#### Înalții Comisari britanici în timpul protectoratului
Aceasta este o listă a Înalților Comisari britanici ai Insulelor Ionice precum și Guvernul grec de tranziție:
Sir James Campbell 1814–1816 
Sir Thomas Maitland 1815–1823 
Sir Frederick Adam 1823–1832 
Sir Alexander Woodford 1832 
George Nugent-Grenville, al doilea baron Nugent 1832–1835 
Howard Douglas 1835–1840 
James Alexander Stewart-Mackenzie 1840–1843 
John Colborne, primul baron Seaton 1843–1849 
Sir Henry George Ward 1849–1855 
Sir John Young 1855–1859 
William Ewart Gladstone 1859 
Sir Henry Knight Storks 1859–1863 
Contele Dimitrios Nikolaou Karousos, Președintele Parlamentului Ionian 1863–1864 
În anul 1891 a avut loc o revoltă antisemită a celor ce se opuneau participării evreilor la alegeri ce a durat trei săptămâni și în care aproximativ 22 de evrei au murit. O parte din populația evreiască a preferat să părăsească insula, îndreptându-se-se în principal spre Salonic.

### Primul Război Mondial
În timpul Primului Război Mondial insula a servit drept refugiu pentru armata sârbă care s-a retras acolo pe navele forțelor aliate dintr-o patrie ocupată de austrieci, germani și bulgari. În timpul șederii lor, o mare parte din soldații sârbi au murit din cauza epuizării, a penuriei de alimente și a diferitelor boli. Cele mai multe dintre rămășițele lor au fost înmormântate în apele mării, lângă insula Vido, acolo unde un monument de mulțumire pentru națiunea greacă a fost ridicat de sârbii recunoscători. Apele din jurul insulei Vido sunt cunoscute de poporul sârb drept Mormântul Albastru (în sârbă, Плава Гробница, Plava Grobnica), după o poezie scrisă de Milutin Bojić după Primul Război Mondial.

### Perioada interbelică
În 1923, după o dispută diplomatică între Italia și Grecia, forțele italiene au bombardat și au ocupat Corfu. Societatea Națiunilor a soluționat acest incident în favoarea Italiei.

### Al doilea Război Mondial

#### Ocupația italiană
În timpul războiului greco-italian, Corfu a fost ocupat de italieni în aprilie 1941. Aceștia au administrat Corfu și Insulele Ionice ca o entitate separată față de Grecia până în septembrie 1943, urmând ordinele lui Benito Mussolini de a face din Corfu parte a Regatului Italia. În timpul celui de-al Doilea Război Mondial, Regimentului 10 Infanterie al Armatei Greciei, compus în principal din soldați corfioți, si-a atribuit sarcina de a apăra Corfu. Regimentul a luat parte la Operațiunea Latzides, care a fost o încercare eroică, dar fără succes, de a opri forțele italienilor. După cedarea Greciei în fața Axei, insula a intrat sub control și ocupație italiană.
În prima duminică a lunii noiembrie 1941, liceeni din toată insula Corfu au luat parte la protestele studențești împotriva armatei italiene, proteste care au fost printre primele acte de rezistență din Grecia ocupată și un fenomen rar chiar și în Europa acelor vremuri. Ulterior, un număr considerabil de corfioți au fugit în Epir, în Grecia continental, și s-au înrolat ca partizani în ELAS și EDES.

#### Ocupația germană
La căderea fascismului italian, în 1943, naziștii au preluat controlul asupra insulei. La 14 septembrie 1943, Corfu a fost bombardat de Luftwaffe( forțele aeriene militare ale Germaniei). Raidurile naziste au distrus majoritatea clădirilor orașului, în special din cartierul evreiesc Evraiki. Alte pierderi au inclus piața orașului și hotelul Bella Venezia. Cele mai grave pierderi au suferit clădirile istorice ale Academiei Ionice (Ιόνιος Ακαδημία), Teatrul Municipal (care în 1901 înlocuise Nobile Teatro di San Giacomo di Corfù), Biblioteca Municipală și Parlamentul Ionian. 
În urma invaziei Wehrmacht, italienii au capitulat, iar insula a intrat sub ocupație germană. Primarul Corfu de la acea vreme, Kollas, a fost un colaborator cunoscut iar diferite legi antisemite au fost adoptate de guvernul de ocupație nazistă al insulei. La începutul lunii iunie 1944, în timp ce Aliații bombardau Corfu ca o diversiune de la debarcarea din Normandia, Gestapo i-a adunat pe evreii orașului, i-a încarcerat temporar la vechiul fort (Palaio Frourio), iar pe 10 iunie i-a trimis la Auschwitz II, unde majoritatea dintre ei au fost gazați. Aproximativ 200 dintr-o populație totală de 1.900 au scăpat. Mulți dintre locuitorii insulei de la acea vreme au oferit adăpost și refugiu acelor 200 de evrei care au reușit să scape de naziști. În Evraiki (Εβραική, adică cartierul evreiesc), există în prezent o sinagogă cu aproximativ 65 de membri, care încă vorbesc limba lor originală Italkian (iudeo-italiană).
Eliberare
Insula Corfu a fost eliberată de trupele britanice care au aterizat în Corfu la 14 octombrie 1944 în timp ce germanii evacuau Grecia. Marina Regală Britanică a verificat Canalul Corfu în căutarea de mine în 1944 și 1945 și a constatat că acesta era curat. Un câmp minat a fost așezat acolo la scurt timp după aceea de către Albania, proaspăt comunistă, și a dat naștere incidentului Canalului Corfu. Datorită acest incident Regatul Unit a deschis un dosar împotriva Republica Populară Socialistă Albania la Curtea Internațională de Justiție. 

### Perioada de după Război Mondial și Corfu modern
După cel de-al Doilea Război Mondial și Războiul Civil Grec, insula a fost reconstruită în cadrul programului general de reconstrucție al guvernului grec. Economia sa a crescut, dar o parte din locuitorii săi au părăsit insula pentru a se muta înalte părți ale țării. În 1956, Maria Desylla Kapodistria, ruda primului guvernator (și primul șef de stat) al Greciei, Ioannis Kapodistrias, a fost aleasă primar al Corfu și a devenit prima femeie primar din Grecia. A fost construit Spitalul General din Corfu, în sate a fost introdusă electricitatea în anii 1950. Universitatea Ionică a fost înființată în anul1984.

## Locuri turistice

### Orașul vechi
Orașul vechi  este un sit al Patrimoniului Mondial UNESCO. Majoritatea clădirilor se păstrează încă din epoca venețiană, iar caracterul arhitectural al orașului vechi este puternic influențat de stilul venețian, insula Corfu fiind sub stăpânirea venețiană pentru o perioadă îndelungată. Având  unul dintre cele mai bine conservate centre istorice din întreaga Grecie, orașul este astăzi capitala insulei și este centrul economic, cultural și politic al insulei Corfu.
Orașul vechi se găsește între Vechea Fortăreață (Palaio Frourio) și Noua Fortăreață (Neo Frourio). Centrul este un labirint de străzi, multe dintre ele pietonale.

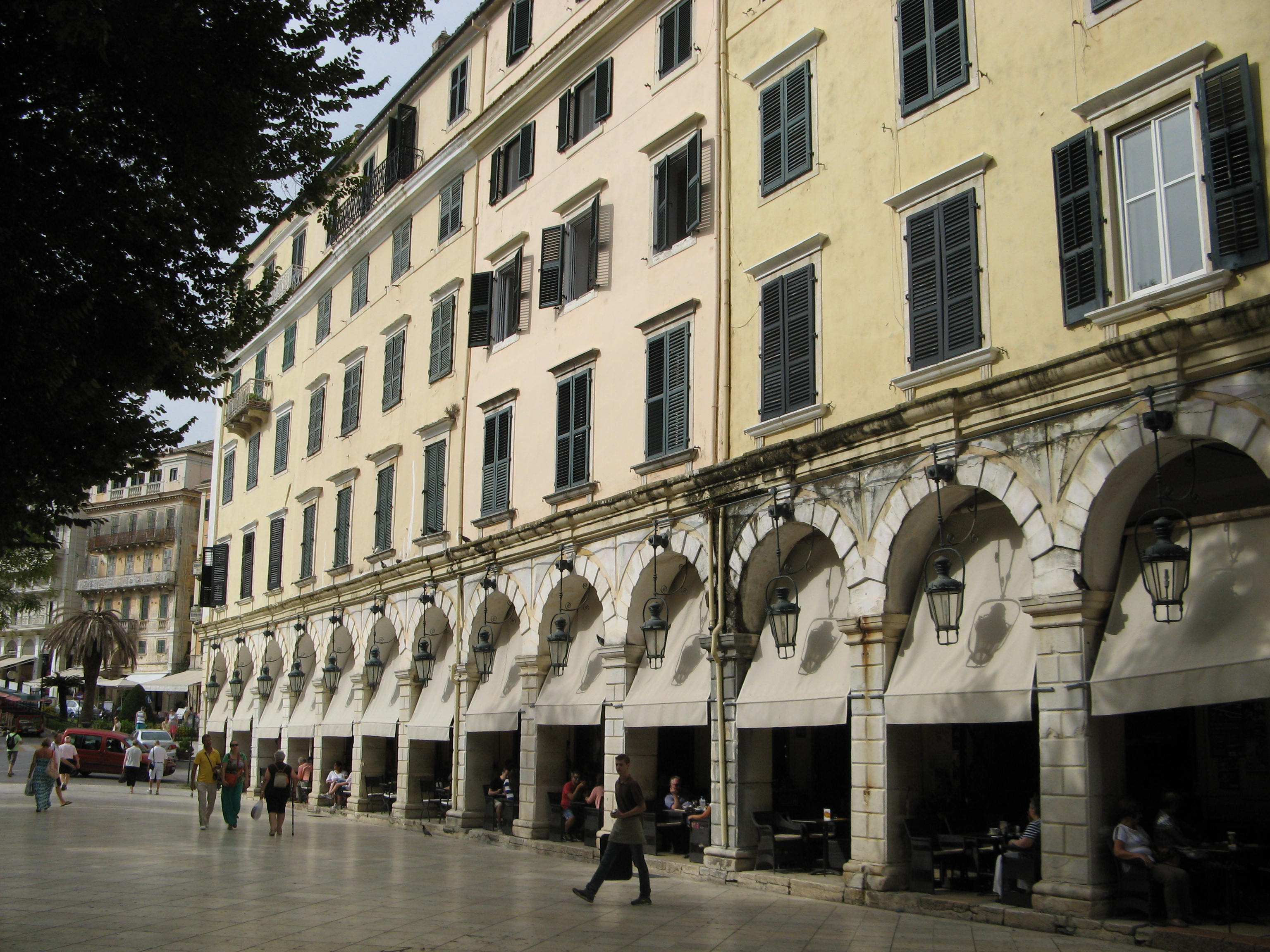
Strada Liston, locul de promenade preferat atât de turiști cât și de localnici.

Esplanadă (sau Spinada), cea mai mare pieță din sud-estul Europei, este împărțită în două : Piața superioară (Ano Platei) și Piața inferioară (Kato Plateia). Aici se afla Maitland Rotunda, un pavilionul ridicat pentru a îl comemora pe guvernatorul insului Sir Thomas Maitland. În apropierea pieței se afla și strada Liston, locul de promenade preferat atât de turiști cât și de localnici.

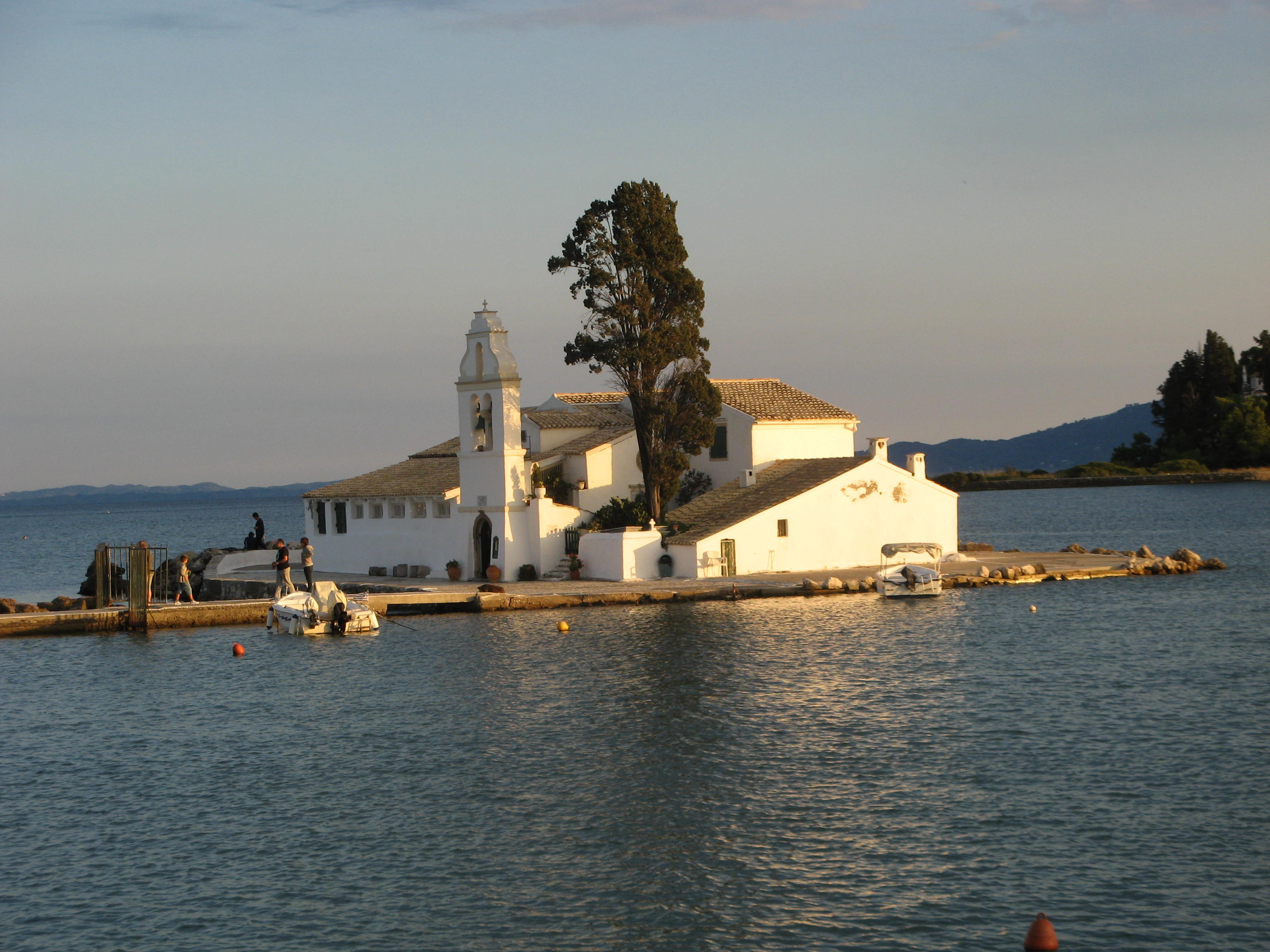
Insula Pontikonisi („Insula Șoarecelui”)

Printre obiectivele de interes aflate in oraș se mai numară și clădirea Primăriei, construită în anul 1663 în stil venetian, Muzeul de Artă Asiatică găzduit de fostul Palatul Regal, Muzeul Arheologic, Muzeul BizantinBiserica Sf. Spiridon (Agios Spiridhonas), Biserica Sf. Jason și Sf. Sosipater, Mănăstirea Platytera sau Catedrala Ortodoxă Greacă. La aproximativ 5 km de centrul orașului Corfu se afla Insula Pontikonisi („Insula Șoarecelui”), cunoscută pentru biserica bizantină construită aici în secolele XI-XII.

### Castele
Castelele din Corfu, construite în puncte strategice ale insulei, au ajutat la apărarea insulei și au jucat un rol esențial în respingerea invaziilor turcești repetate, făcând din Corfu unul dintre puținele locuri din Grecia care nu a fost niciodată cucerită de otomani. 
- Cetatea Veche sau Palaio Frourio (Παλαιό Φρούριο) este o fortăreață venețiană.

- Cetatea Nouă sau Neo Frourio (Νέο Φρούριο) este un complex imens de fortificații construite de britanici în timpul stăpânirii insulei (1815–63) care domină partea de nord-est a orașului.

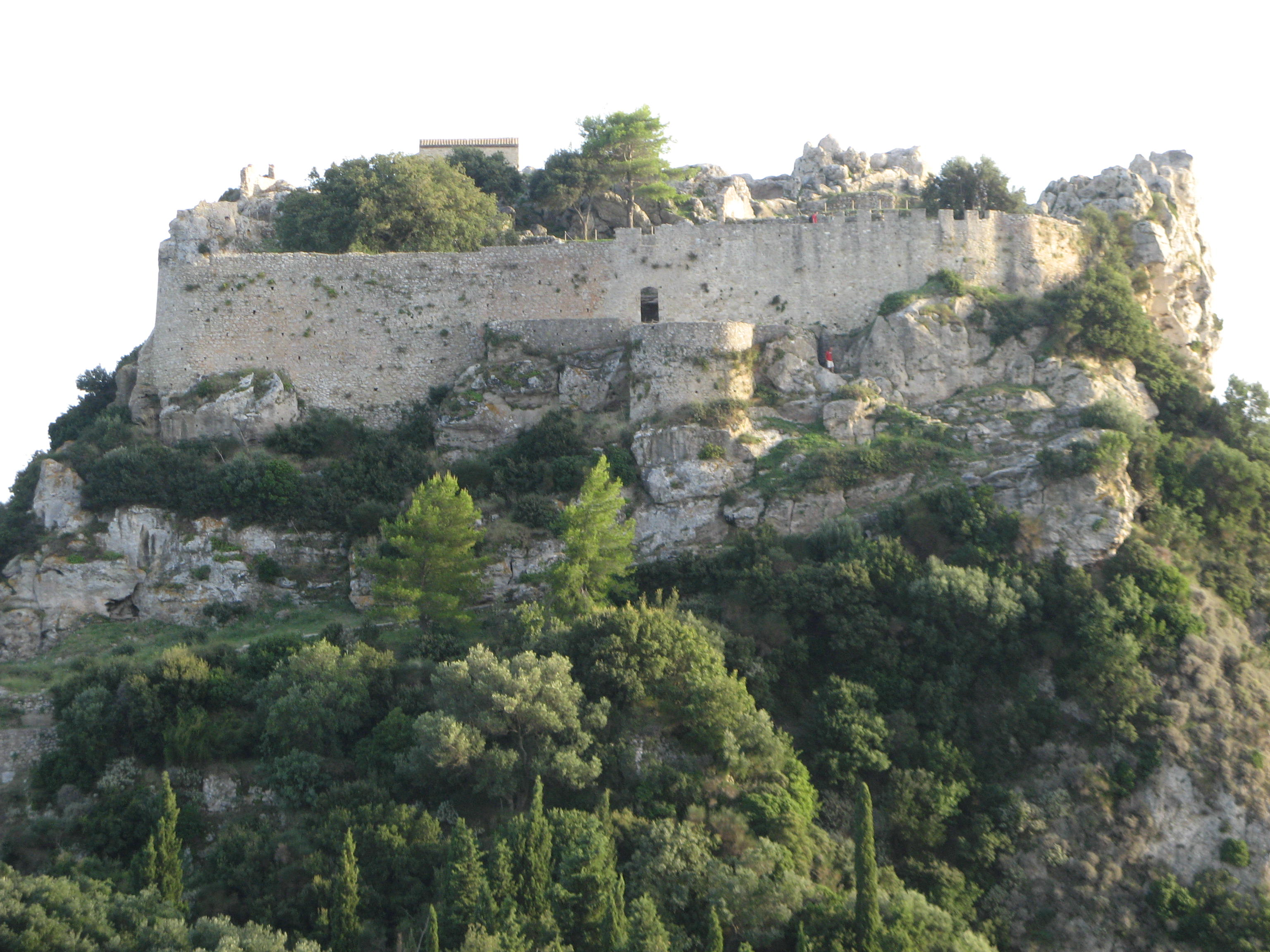
Castelul Angelokastro

- Castelul Angelokastro (Αγγελόκαστρο) se traduce Castelul lui Angelos sau Castelul Îngerului și este un castel bizantin, situat pe cel mai înalt vârf al insulei, pe coasta de nord-vest, lângă Palaiokastritsa. Se află 305 m deasupra mării, pe o stâncă abruptă. Împreună cu castelele Gardiki și Kassiopi au format un triunghi defensiv și au fost cele mai importante complexe fortificate din Corfu. Castelul nu a fost cucerit niciodată, în ciuda asediilor frecvente și a jucat un rol esențial în respingerea otomanilor  în timpul primului mare asediu al Corfului din 1537, în asediul din 1571 și în cel de-al doilea mare asediu din 1716.

- Castelul Gardiki (Κάστρο Γαρδικίου) este un castel bizantin din secolul al XIII-lea de pe coasta de sud-vest a insulei Corfu și a oferit protecție zonelor joase din sudul Corfului.

- Castelul Kassiopi (Κάστρο Κασσιώπης), construit probabil în secolul al VI-lea, este situat pe coasta de nord-est a Corfului, deasupra satul de pescari Kassiopi. Poziția ideală de supraveghere a Canalul Corfu care separă insula de continent, a oferit castelului o importanță strategică ridicată. Deoarece a fost abandonat pentru o lungă perioadă de timp, castelul este astăzi o ruină. Partea de est a fortului a dispărut fiind vizibile astăzi doar câteva urme. Există dovezi furnizate de celebrii arhitecți venețieni Michele Sanmicheli și fiul său, Giangerolamo Sanmicheli, că, în timp ce aveau un contract cu venețienii pentru a consolida Vechea Cetate din Corfu, în perioada dintre asediile otomane (1537–1558), s-au transportat materiale de la Castelul Kassiopi la Vechea Cetate pentru reparații.

### Palate
- Palatul Achilleion (Αχίλλειον)

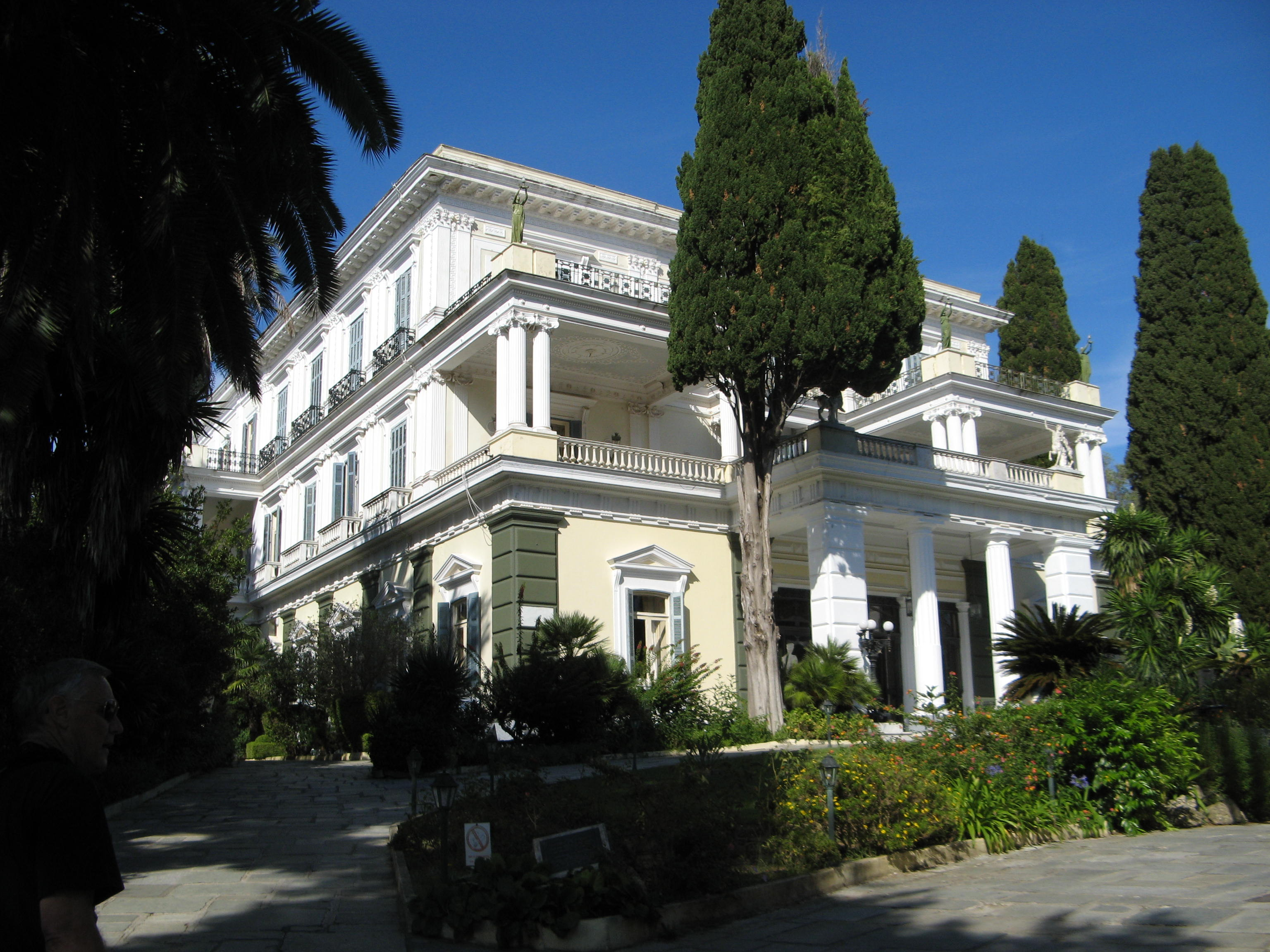
Palatul Achilleion din Corfu

În anul 1889 împărăteasa Elisabeta a Austriei, îndurerată după moartea tragică a singurului ei fiu, Prințul Moștenitor Rudolf, a comandat construcția unui palat de vară în regiunea Gastouri (Γαστούρι) numindu-l după eroul homeric Ahile. Palatul,  proiectat de arhitectul italian Raffaele Caritto, a fost împodobit cu picturi și statui ale lui Ahile, atât în sala principală, cât și în grădini. 

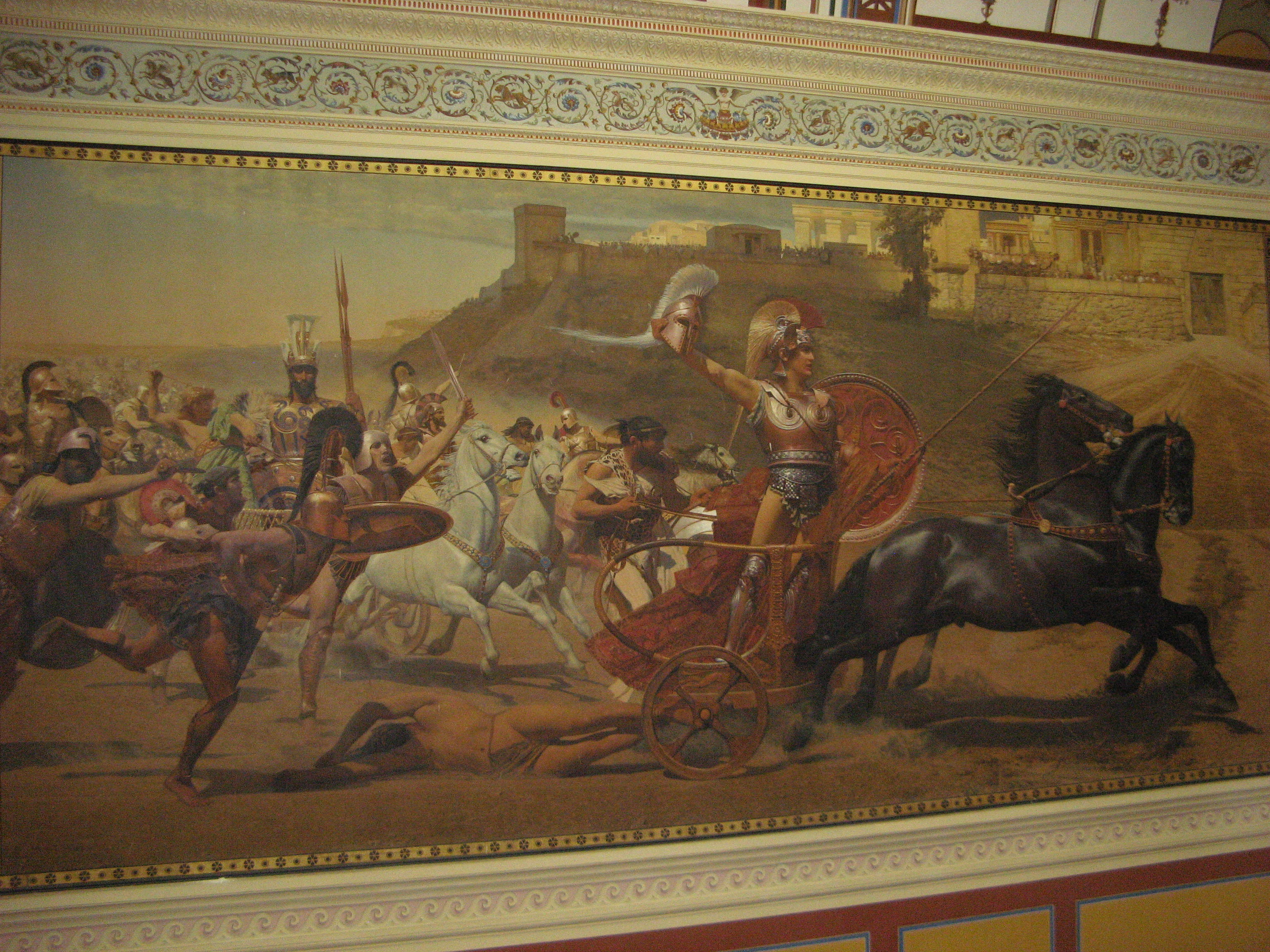
Ahile triumfător, trăgând trupul neînsuflețit al lui Hector din Troia

Dacă pe scara mare din sala principală a palatului se află o pictură uriașă cu Ahile triumfător, trăgând trupul neînsuflețit al lui Hector din Troia, piesa centrală a grădinilor este o statuie de marmură a lui în momentul în care este rănit de moarte de săgeata înfiptă în călcâi de către Paris. Această statuie a fost sculptată de sculptorul german Ernst Gustav Herter.

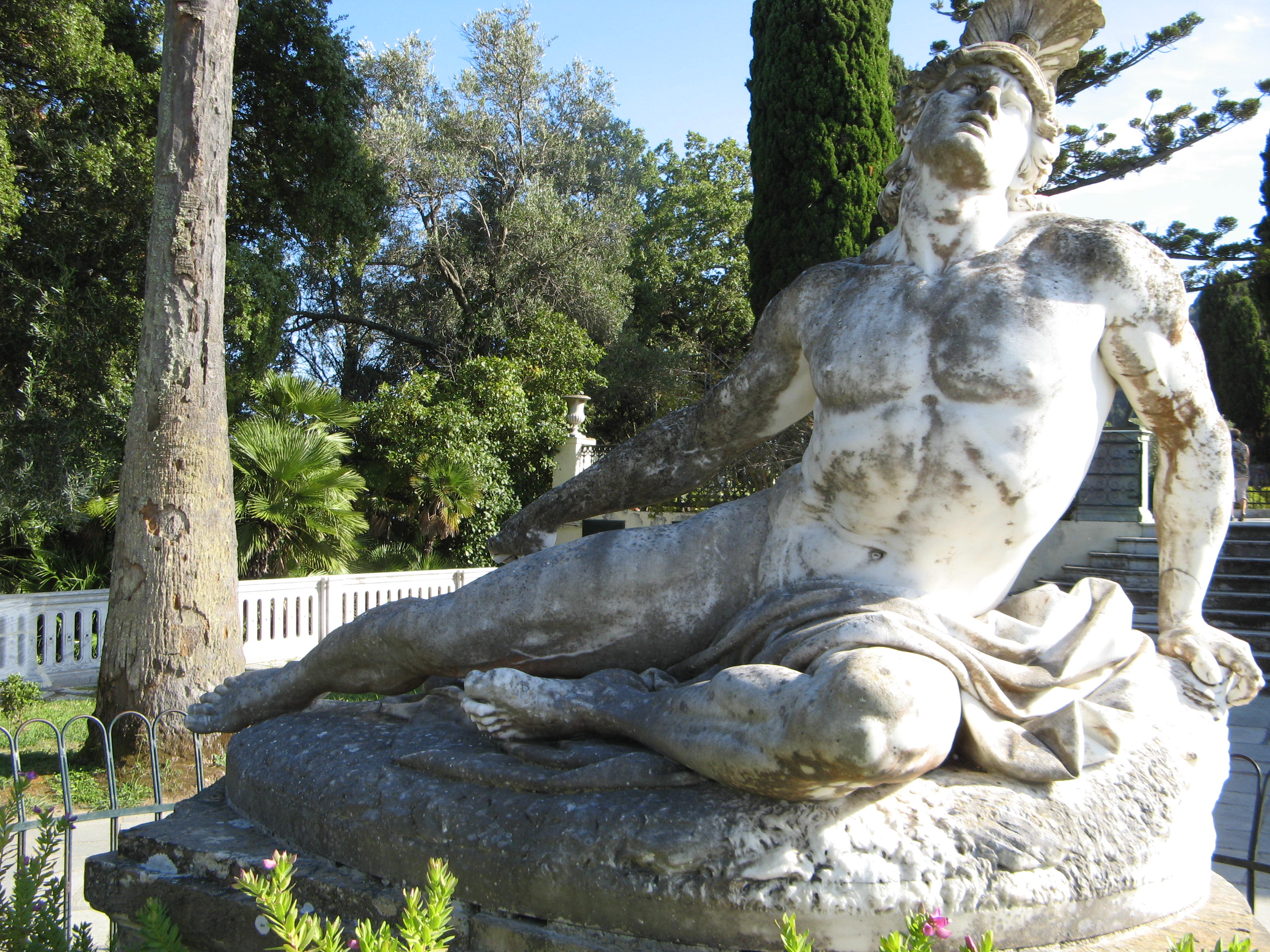
Statuia lui Ahile murind în grădinile Palatului Achilleion

După moartea împărătesei Sissi din 1898, palatul a rămas nelocuit timp de nouă ani. În anul 1907 Achilleion a fost vândut Kaiserului german Wilhelm al II-lea. Acesta l-a invitat pe arheologul Reinhard Kekulé von Stradonitz, un prieten și consilier, să vină la Corfu pentru a-l sfătui unde să poziționeze statuia impozantă, din bronz, a lui Ahile comandată de el. Anul 1914, când a fost declarat Primul Război Mondial, a fost ultimul în care Kaiserul a mai vizitat palatul. După ce a servit ca orfelinat, sediu militar sau cazinou, din anul 1983 Achilleion a fost achiziționat de către  statul grec și transformat într-un muzeu. 
- Mon Repos este o vilă construită între anii 1828 – 1831 de către arhitectul corfiot John Chronis.

A fost comandată de către Înaltul Comisar britanic Frederick Adam pentru soția sa Nina Palatianou. Aceștia au părăsit vila în 1832, atunci când Adam a fost trimis în India. De atunci a fost folosită rar ca reședință a guvernatorilor britanici. Din 1833 vila a găzduit o școală de arte plastice, iar în 1834 parcul din jurul vilei a fost deschis publicului. Împărăteasa Elisabeta a Austriei a stat acolo în 1863, atunci când s-a îndrăgostit de insulă urmând să comande ulterior construirea Palatului Achilleion.
După unirea cu Grecia, în 1864, vila a fost oferită regelui George I al Greciei devenind Palat Regal de vară. El a fost cel care a ales numele Mon Repos (în franceză, cu sensul de „odihna mea”). Familia regală a folosit palatul ca reședință de vară până când regele Constantin al II-lea a l Greciei a fugit din țară în 1967. Palatul a fost ulterior abandonat, dar a fost restaurat în anii 1990. Aici au avut loc mai multe nașteri regale, inclusiv cele ale prințesei Sofia a Greciei și Danemarcei la 26 iunie 1914, a prințului Filip, duce de Edinburgh, la 10 iunie 1921 și a prințesei Alexia a Greciei și a Danemarcei, la 10 iulie 1965.

### Muzee
- Muzeul de Artă Asiatică din Corfu

|300px|cadru|dreapta|Palatul care gazduiește astăzi Muzeul de Artă Asiatică ]]

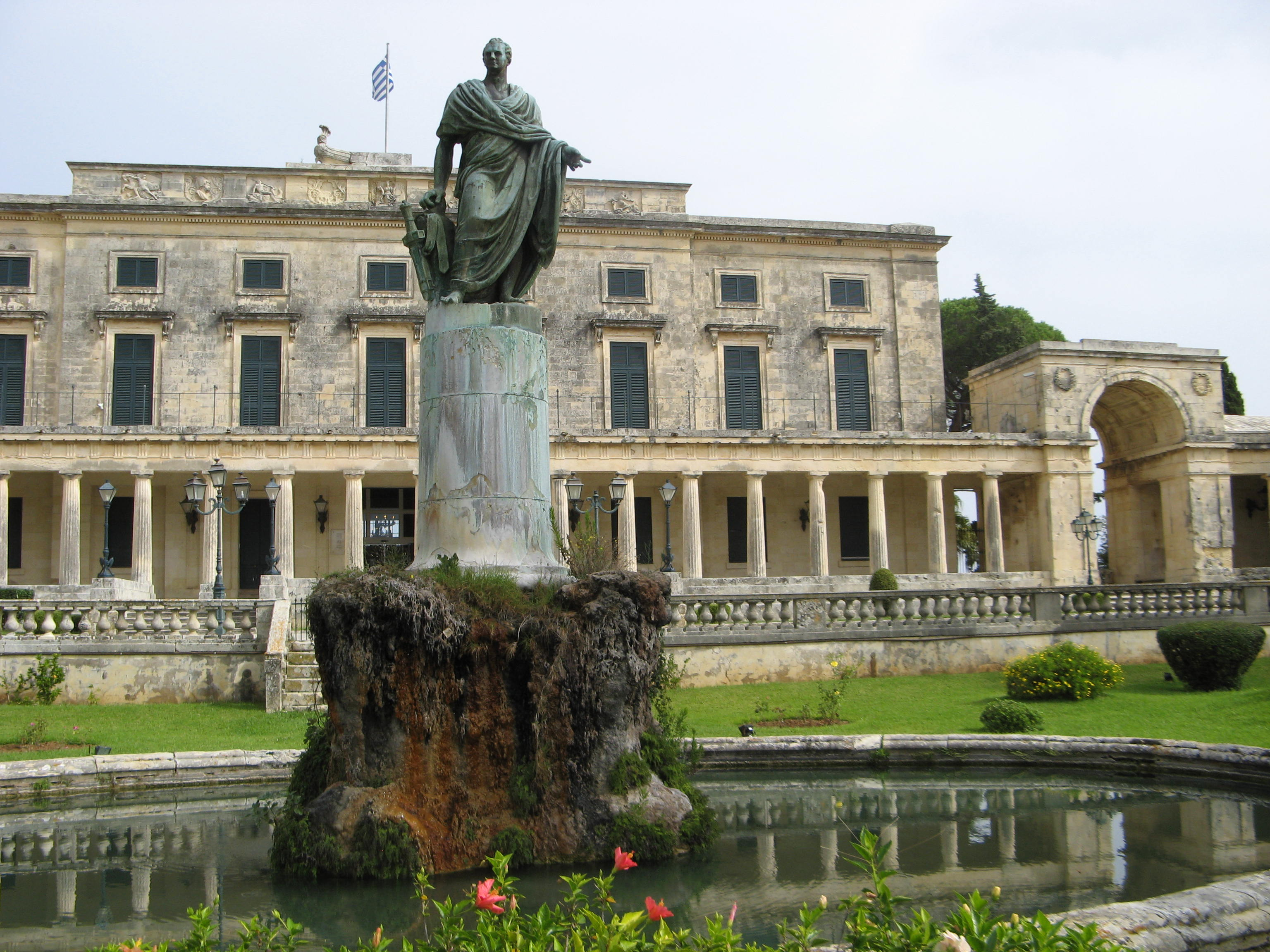
Palatul care găzduiește Muzeul de Artă Asiatică

Palatul care găzduiește astăzi Muzeul de Artă Asiatică este cea mai mare și cea mai semnificativă clădire a orașului Corfu care fost construită la cererea Înaltului Comisar britanic de la acea vreme, Sir Thomas Maitland, pentru a deveni propria sa reședință de lux și pentru a găzdui sediul administrativ al Înaltului Comisar, care până atunci era situat în Cetatea Veche. 

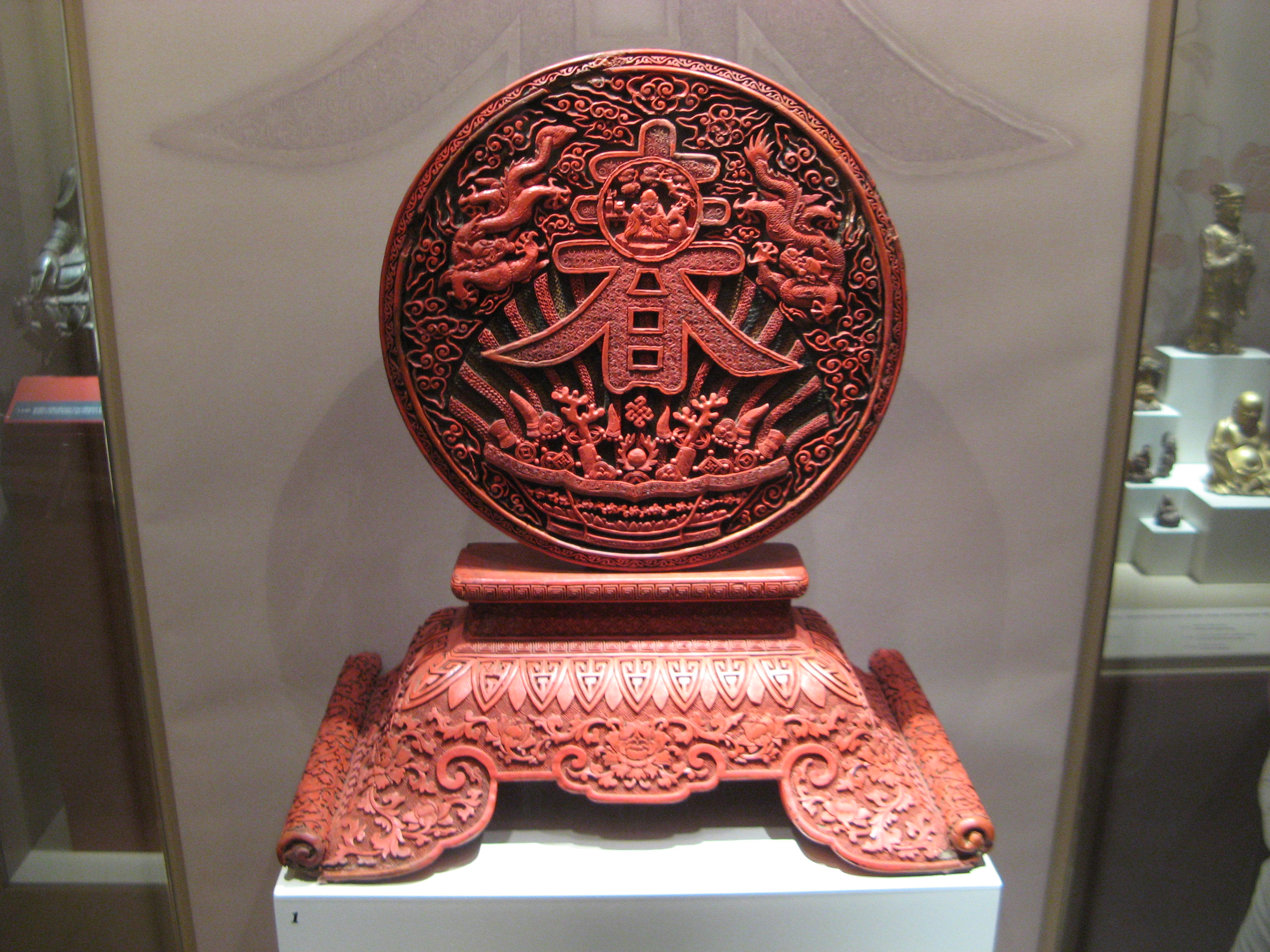
Exponate in Muzeul de Artă Asiatică

Palatul avea să servească de asemenea drept sediu al noului înființat Ordin al Sfântului Mihail și Sfântului Gheorghe înființat în 1818 la inițiativa lui Maitland. De aici a venit și denumirea oficială: „Palatul Sfântului Mihail și Sfântul Gheorghe”. Clădirea a fost grav avariată în timpul celui de-al Doilea Război Mondial (1939-1945), prin bombardarea acoperișului său și jefuirea de piese de mobilier și opere de artă, precum și în timpul Războiului Civil din Grecia (1946-1949), când Sala de Bal a ars. 

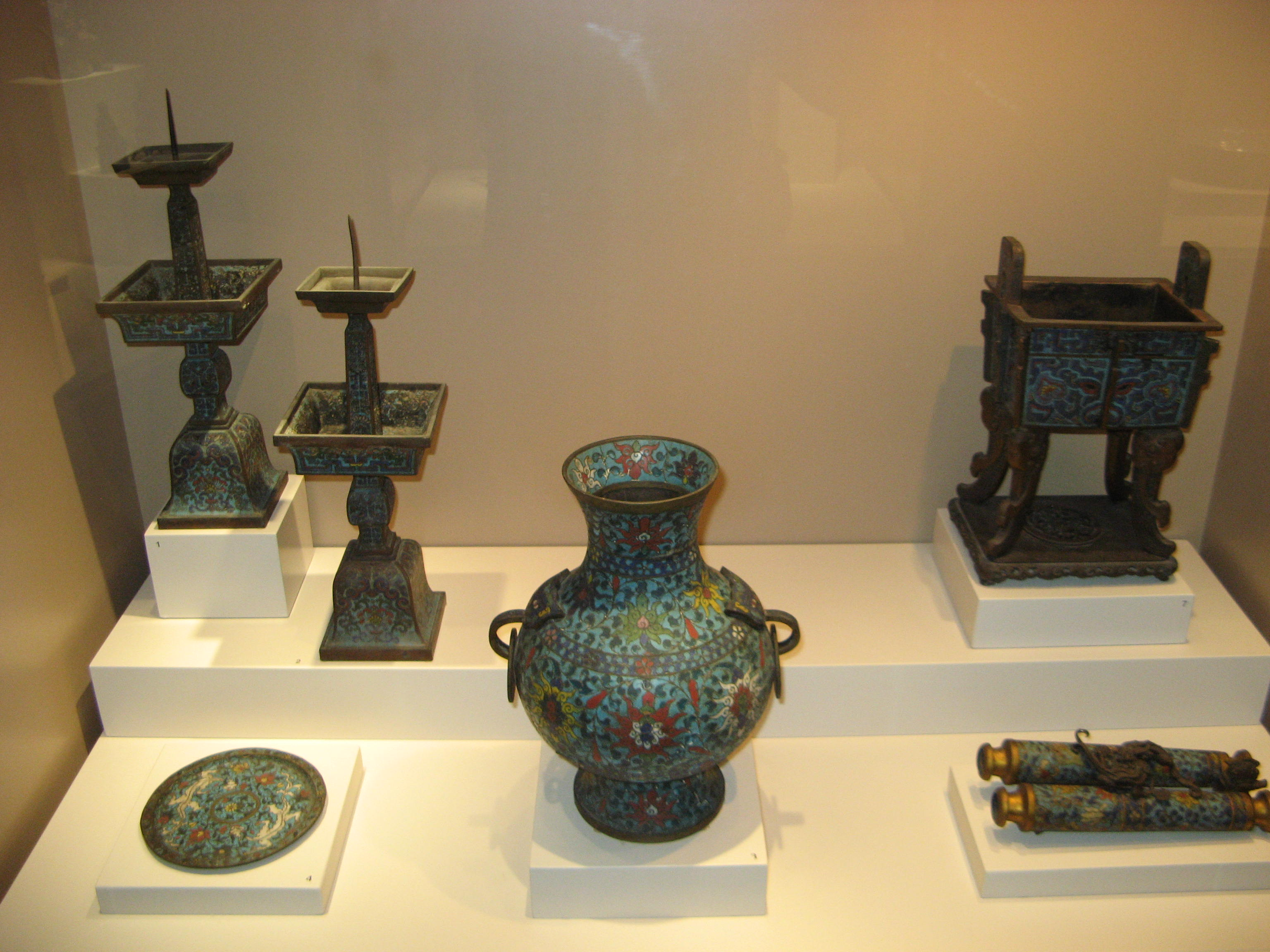
Exponate in Muzeul de Artă Asiatică

Muzeul a fost deschis în 1927 ca Muzeu de artă chinezească și japoneză pentru a expune donația ambasadorului grec în Austria, Gregorios Manos (1850-1928) care cumpărase aproximativ 9.500 de artefacte chinezești, coreene și japoneze la licitațiile de artă din Viena și Paris la sfârșitul secolului al XIX-lea și începutul secolului al XX-lea. În 1919 el și-a donat colecția statului grec cu condiția ca în Corfu să fie deschis un muzeu de artă chino-japoneză. A doua donație a fost colecția lui N. Chatzivasileiou, fostul ambasador grec în India și Japonia, cu artefacte din India, Pakistan, Tibet, Siam și Asia de Nord-Est. Această donație a schimbat intenția anterioară de a se deschide un muzeu doar pentru exponate chino-japoneze. A treia donație majoră a fost de la Ch. Chiotakis, un comerciant grec din Țările de Jos. Donații mai mici demne de remarcat au venit de la Petros Almanachos, Iordanis Siniosoglou și Giannis Kollas.
În prezent colecția conține aproximativ unsprezece mii de obiecte, cele mai vechi din secolul al XI-lea î.Hr. Colecțiile artistice includ imagini tipărite japoneze, porțelan chinezesc și sculpturi indiene din bronz, lemn și alte materiale. 
- Muzeul de Arheologie din Corfu a fost construit între 1962 și 1965 cu scopul de a găzdui descoperirile arheologice de la Templul lui Artemis care a fost primul și probabil cel mai mare templu antic construit din piatră din toată Grecia Antică. Muzeul găzduiește legendara Medusa Gorgon.

În 1994 a fost extins cu adăugarea a încă două săli de expoziție care expun descoperirile mai recente de la vechea cetate din Corfu.
- Muzeul Bizantin din Antivouniotissa

Biserica ce găzduiește acest muzeu poartă hramul Maicii Domnului Antivouniotissa și este unul dintre cele mai vechi și mai bogate monumente religioase de pe insula Corfu, construită probabil la sfârșitul secolului al XV-lea. Din 1984 o bogată colecție de icoane este expusă în biserica din Antivouniotissa. Colecția cuprinde câteva piese importante, atât ale artiștilor cunoscuți, cât și ale artiștilor anonimi, datând din secolul al XV-lea până în secolul al XIX-lea. 

### Biserici și mănăstiri
- Biserica Sfinților Iason și Sosipatru este cea mai veche biserică din insula Corfu și este locul în care se păstrează moaștele Sfinților Iason și Sosipatru. Biserica, construită de cei doi discipolii ai Sfântului Pavel care au introdus creștinismul în Corfu, se pare că a fost construită in preajma anului 1000 d.Hr însă a fost distrusă în urma invaziilor slave, cu câteva decenii înainte de ridicarea celei actuale.

- Catedrala Panaghia Spiliotissa (“a Maicii Domnului din Peșteră”) a fost construită în anul 1577 pe ruinele unei biserici mai vechi dedicată lui Agios Vlassios și a devenit catedrală mitropolitană în anul 1841.Biserica pastrează o colecție impresionantă de icoane bizantine între care se remarcă icoana cu două fețe a Panagiei Dimossiana, cea mai veche dintre ele (secolul al XV-lea) fiind. Aici se păstrează moaștele Sfintei Împărătese Teodora, pomenită de Biserică în fiecare an la 11 februarie. Moaștele au fost mutate aici după căderea Constantinopolului, împreună cu cele ale lui Sfântului Spiridon, patronul insulei.

- Biserica Sfântul Spiridon este o biserică greco-ortodoxă construită în anii 1580 care deține cea mai înaltă clopotnița din Insulele Ionice. Adăpostește moaștele Sfântului Spiridon aduse de la Constantinopol după căderea Imperiului Bizantin, împreună cu cele ale Sfintei Împărătese Teodora. Tavanul bisericii este împărțit în segmente care înfățișează scene din viața Sf. Spiridon și minunile săvârșite de el. Autorul original al picturilor de pe tavanul bisericii este Panagiotis Doxaras care le-a realizat în anul 1727. Odată cu trecerea timpului picturile lui Doxaras s-au deteriorat și au fost înlocuite, ulterior, cu copii pictate de Nikolaos Aspiotis, un membru al familiei Aspiotis din Corfu. Singura urmă rămasă a picturilor originale ale lui Doxaras este marginea aurită a registrului iconografic.

- Mănăstirea din Paleokastrita

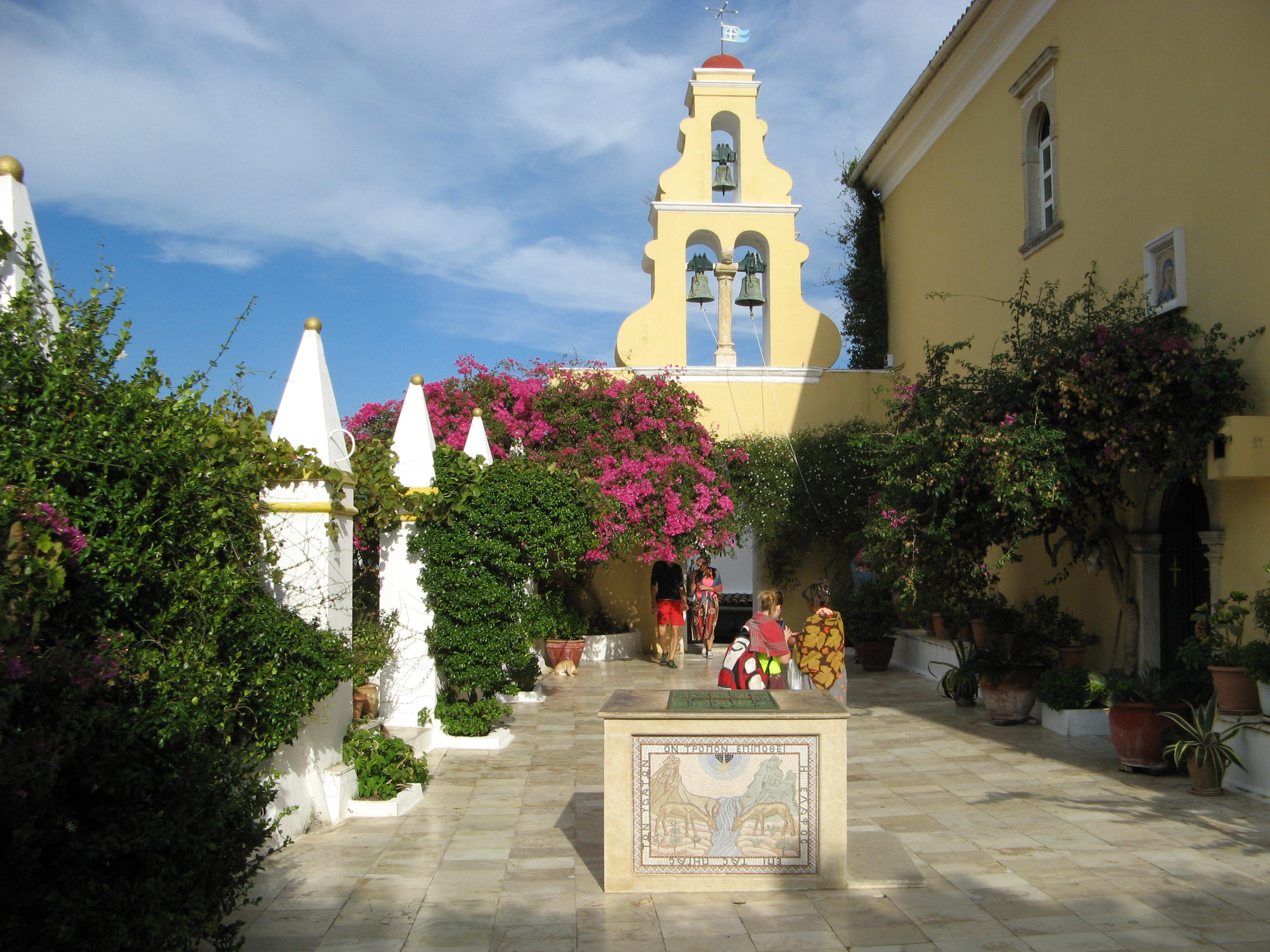
Mănăstirea din Paleokastrita

Construit deasupra plajei din Paleokastritsa, în partea de nord-vest a insulei Corfului, complexul mănăstiresc dedicat Panagiei (Fecioarei Maria) din Paleokastritsa oferă o vedere superbă asupra insulei și a mării. Această mănăstire bizantină datează din 1228, însă actualul complex, chiliile călugărilor și curtea datează din secolul al XVIII-lea. Mănăstirea are un mic muzeu bisericesc și un magazin cu produse locale. În magazinul mănăstirii se află și o presă mecanică tradițională folosită la producerea uleiului de măsline. 
- Mănăstirea Vlacherna este simbolul insulei Corfu și poate unul dintre cele mai fotografiate locuri din insula.  Mânăstirea se află pe o mică insula, la sud de peninsula Kanoni și de aeroportul internațional din Corfu. Insula este, iar oamenii pot merge cu ușurință la mănăstire. Insula Pоntikonissi este chiar în spatele Vlасhеrna, dar poate fi atinsă numai cu barca (excursiile cu barca sunt oferite de mai multe ori pe zi în timpul verii). Mânăstirea Vlасhernа este singura clădire de pe o mica insula legată de continent printr-un debarcader de piatră și datează din secolul al XVII-lea sau al XVIII-lea. De pe această insulă se poate ajunge la o altă atracție a zonei, insula Pontikonisi.

## Stațiuni turistice

### Partea de nord

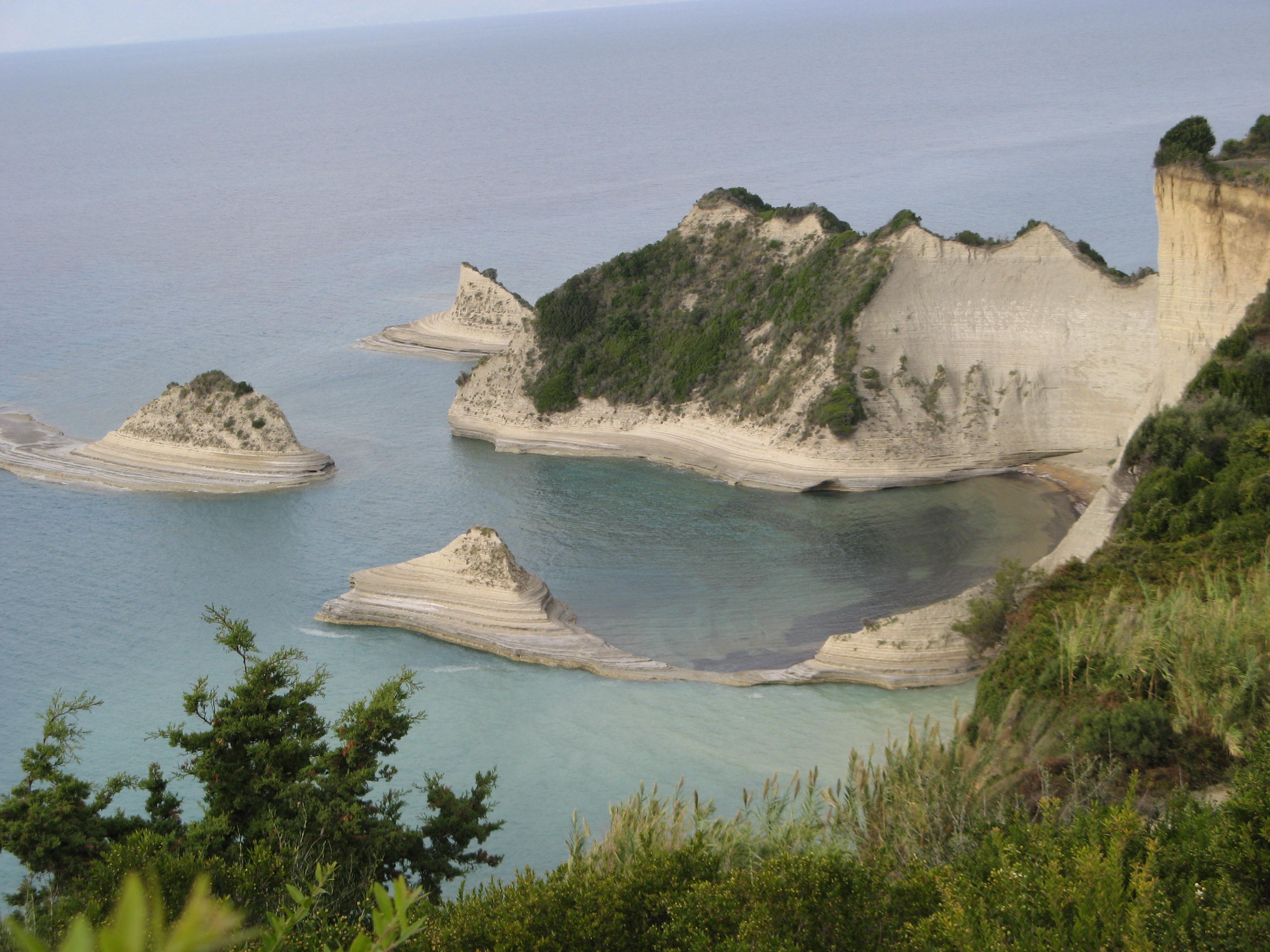
Capul Drastis

- Sidari este o stațiune turistică de pe coasta de nord a insulei, într-o zonă deluroasă. Ceea ce înainte de anii ‘80 erau două sate corfiote unite de o plaja a devenit astăzi o destinație turistică populară care poate oferi cazare pentru mii de persoane. Aici se afla și Canal D'Amour, un golf uimitor, cu formațiuni geologice unice și culori turcoaz ale apei, una dintre cele mai frumoase atracții din insulă. În Sidari există multe magazine de suveniruri, supermarketuri, agenții de turism, restaurant și baruri ce oferă spectacole live. Stațiunea este recomandata atât familiilor cu copii datorită plajelor sigure și curate cât și cuplurilor care gasesc aici trei plaje unde se pot  relaxa sau locuri unde își pot petrece nopțile în oraș.

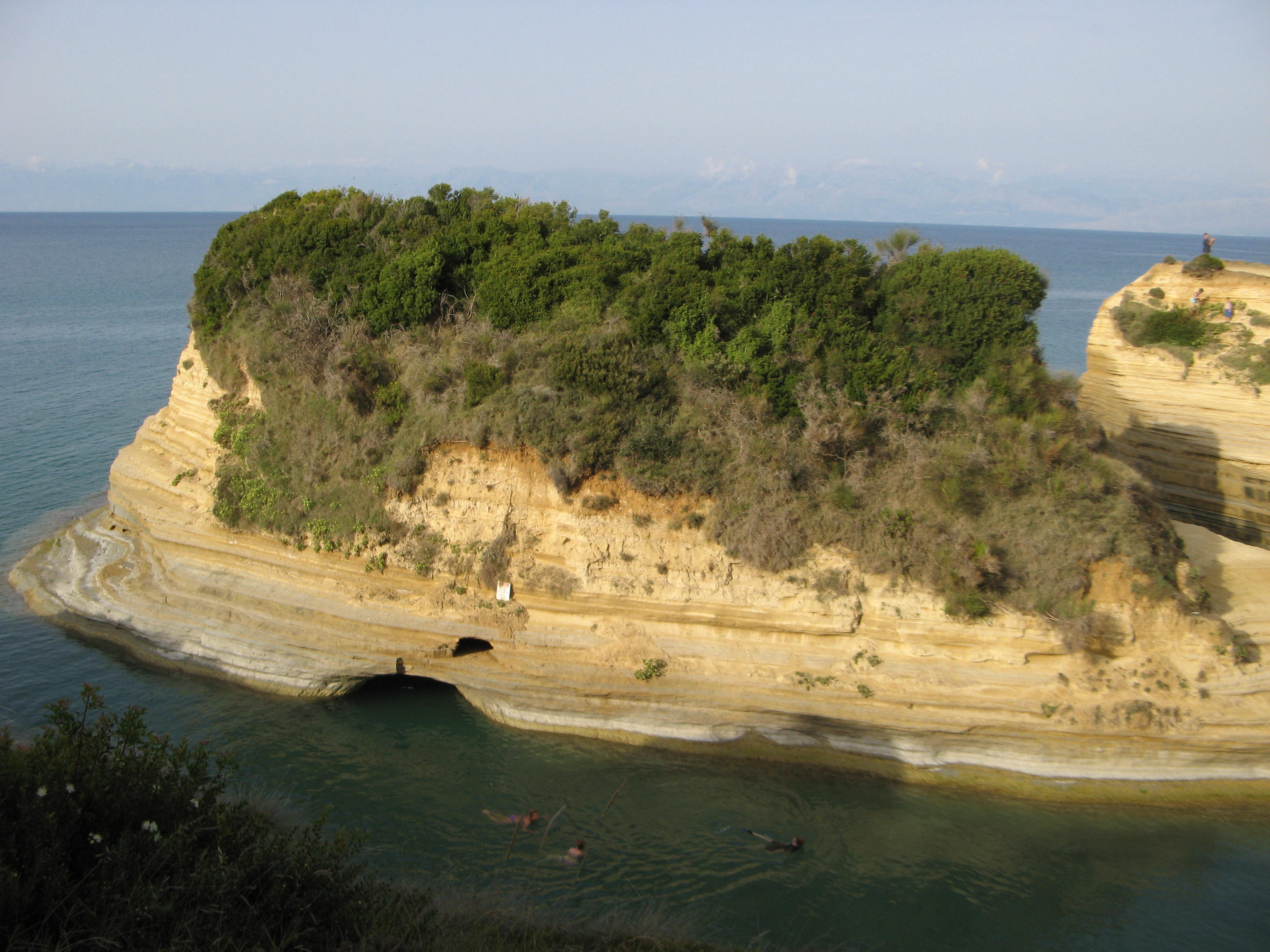
Canal D’Amour

* Roda este un fost sat pescăresc de pe coasta de nord a insulei Corfu, care a fost transformat într-o stațiune de dimensiuni medii, destul de bine dezvoltată din punct de vedere turistic. Situat la aproximativ 38 km depărtare de orașul Corfu (Kerkyra), Roda oferă mai multă liniște față de stațiunile învecinate Sidari și Kassiopi. Împreună cu localitățile Agios Ioannis, Astrakeri și Karousades constituie comunitatea municipală Karousades, care aparține unității municipale Esperia a municipiului Corfu de Nord. Plaja organizată din Roda este acoperită cu nisip fin (exista mici porțiuni cu prundiș înspre Acharavi). Cu ape puțin adânci, sigure pentru înot, plaja se întinde pe 4 kilometri, de-a lungul satului. 
Obiectivele turistice din Roda sunt : Biserica Sf. George (secolul al XVII-lea), ruinele templului antic dedicat lui Apollo (construit în sec. al V-lea î Hr.) dar și vestitul Canal D’Amour care se află la 12 kilometri depărtare.
- Acharavi este localitatea principală pentru partea de nord a insulei. Situată între Kassiopi și Roda, la aproximativ 35 km de capitală, stațiunea Acharavi este împărțită în două: satul vechi și satul nou, despărțite de plaja care are aproximativ 3 km lungime și care este una dintre cele mai mari din Corfu.

### Partea de est
- Kassiopi este o stațiune aflată in nord-vestul insulei a cărei istorie datează de multe secole și care merge până în epoca clasică și pre-romană. În prezent biserica Kassopitra și ruinele castelului bizantin stau mărturie despre trecutul bogat al fostului sat de pescari care, în ultimele decenii, a devenit una dintre numeroasele stațiuni ale insulei Corfu și o destinație populară pentru turiști.
- Kalami este o stațiune cu vile și hoteluri mici, situată în partea de nord-est a insulei, la aproximativ la 32 km de orașul Corfu și la 7 km de Kassiopi. Stațiunea, pe lânga frumusețea natural, a devenită cunoscută și datorită casei în care romancierul britanic Lawrence Durrell și soția sa Nancy Isobel Myers au ales să trăiască din 1935 până în 1941. Kalami este un sat tipic grecesc și este considerat unul dintre cele mai liniștite locuri din insula.
- Barbati este situat lângă Muntele Pantokratoras și oferă o priveliște minunată asupra orașului vechi, a cetății venețiene și a îndepărtaților munți albanezi. Acest sat situat pe coasta de nord-est, la 19 km de orașul Corfu, oferă o plajă cu pietricele albe și ape cristaline care se adâncesc relativ repede în comparație cu alte plaje de pe insula.
- Dassia este una dintre destinațiile de top ale insulei situată între Gouvia și Ipsos, la 12 km de capitală, pe coasta de nord-est și a fost printre primele stațiuni turistice oficiale din Corfu, atunci când, la începutul anilor ’70, primii turiști francezi se cazau în celebrul Club Med. În Dassia se găsește si proprietatea familiei Merlin. Unul dintre membrii acestei familii, Charles Merlin, un cunoscut grădinar englez, a experimentat și a crescut soiuri de portocale care îi poartă numele. Tot el a adus fructul kumquat-ul din Japonia în Grecia, fruct ce a devenind una dintre mărcile comerciale ale insulei Corfu.  La aproximativ 2 km de Dassia, în satul Kato Korakiana, se poate vizita Anexa Galerii Naționale a Greciei din Corfu care găzduiește o colecție permanentă de artă greacă modernă ce datează de la începuturile Greciei independente și până astăzi.
- Gouvia este un sat și o stațiune ce se află la 7,2 km de orașul Corfu. Satul are o infrastructură turistică dezvoltată, cu multe restaurante, baruri și cafenele și este separat de Golful Gouvia printr-un promontoriu pe care se află satul Kontókali. Portul de agrement și ruinele impresionante ale vechilor șantiere navale venețiene sunt în apropiere. De aici se deschide o priveliște frumoasă către insula din golf pe care se află Capela Ypapanti construită în timpul ocupației venețiane din 1713.
- Benitses este un mic sat care, în anii '70 și '80, a fost una dintre stațiunile cele mai vibrante din Corfu. Între timp Benitses a devenit o destinație liniștită care își păstrează stilul tradițional grecesc. La aproximativ 3,5 km de Benitses, în satul Gastouri, se afla poate cel mai vizitat obiectiv turistic de de pe insula, Palatul Achilleion construit în anul 1890 la comanda Elisabetei, împărăteasa Austriei, cunoscută sub numele de Sissi.
- Moraitika este un vechi sat situat la aproximativ 18 km sud-est de orașul Corfu ce oferă o plajă pitorească și o mulțime de oportunități de divertisment. Zona Moraitika este o bază bună pentru a explora sudul insulei Corfu unde turiștii vor gasi o mulțime de sate de pescari, golfuri liniștite și plaje care se întind pe mulți kilometrii către sud-vest.
- Messonghi este o altă stațiune căutată din Corfu, despărțită de Moraitika de un râu care se varsă în mare. Centrul stațiunilor se întinde de-a lungul drumului principal unde se află majoritatea magazinelor, tavernelor, barurilor și cluburilor de noapte.
- Kavos este considerat centrul de divertisment și al vieții de noapte și este cel mai sudic sat de pe insula Corfu. Acest sat ,ideal pentru tineri, oferă o plajă lungă, nisipoasă, cu ape puțin adânci. Stațiunea se întinde pe aproximativ 3 kilometri, de-a lungul drumului principal.

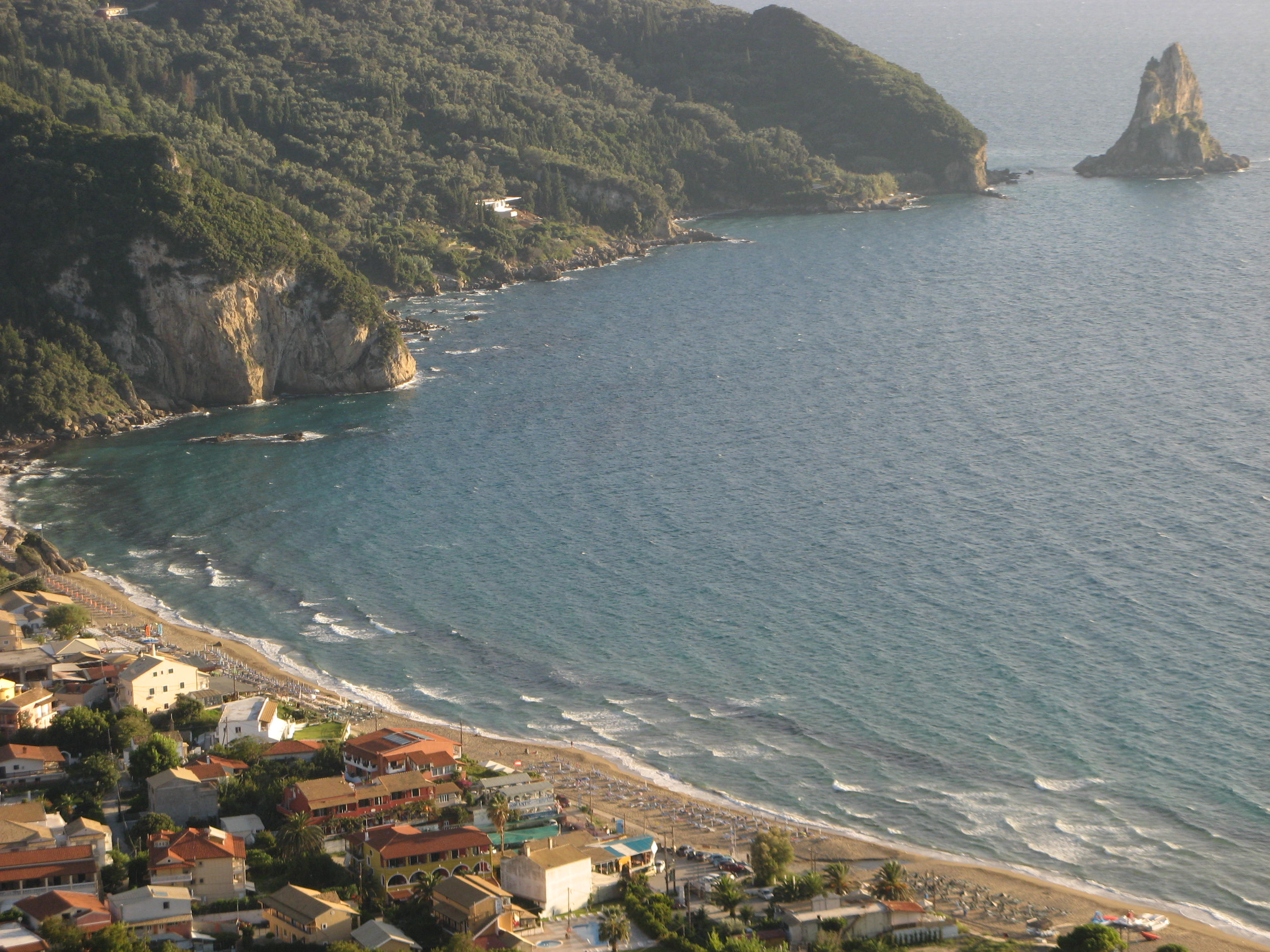
Plaja Agiоs Gordios

- Agiоs Gordios este un sat situat într-un golf de pe coasta de vest a insulei Corfu ce oferă o plaja lungă și lată și apă puțin adâncă. De aici există autobuze regulate către orașul Corfu și stațiunile din apropiere Glyfаda sau Pеlекаs. La o scurtă distanță se află și vechile sate de munte Sinаrаdes și Kato Garоuna.
- Satul Glyfada este situat la aproximativ 15 km de orașul Corfu și oferă o plajă mare, cu nisip fin, străjuită de stânci verticale acoperite de pini. Aici s-au deschis primele baruri pe plajă de pe insulă, iar această trăsătură este încă vie, Glyfada fiind una dintre cele mai cosmopolite plaje din Corfu.

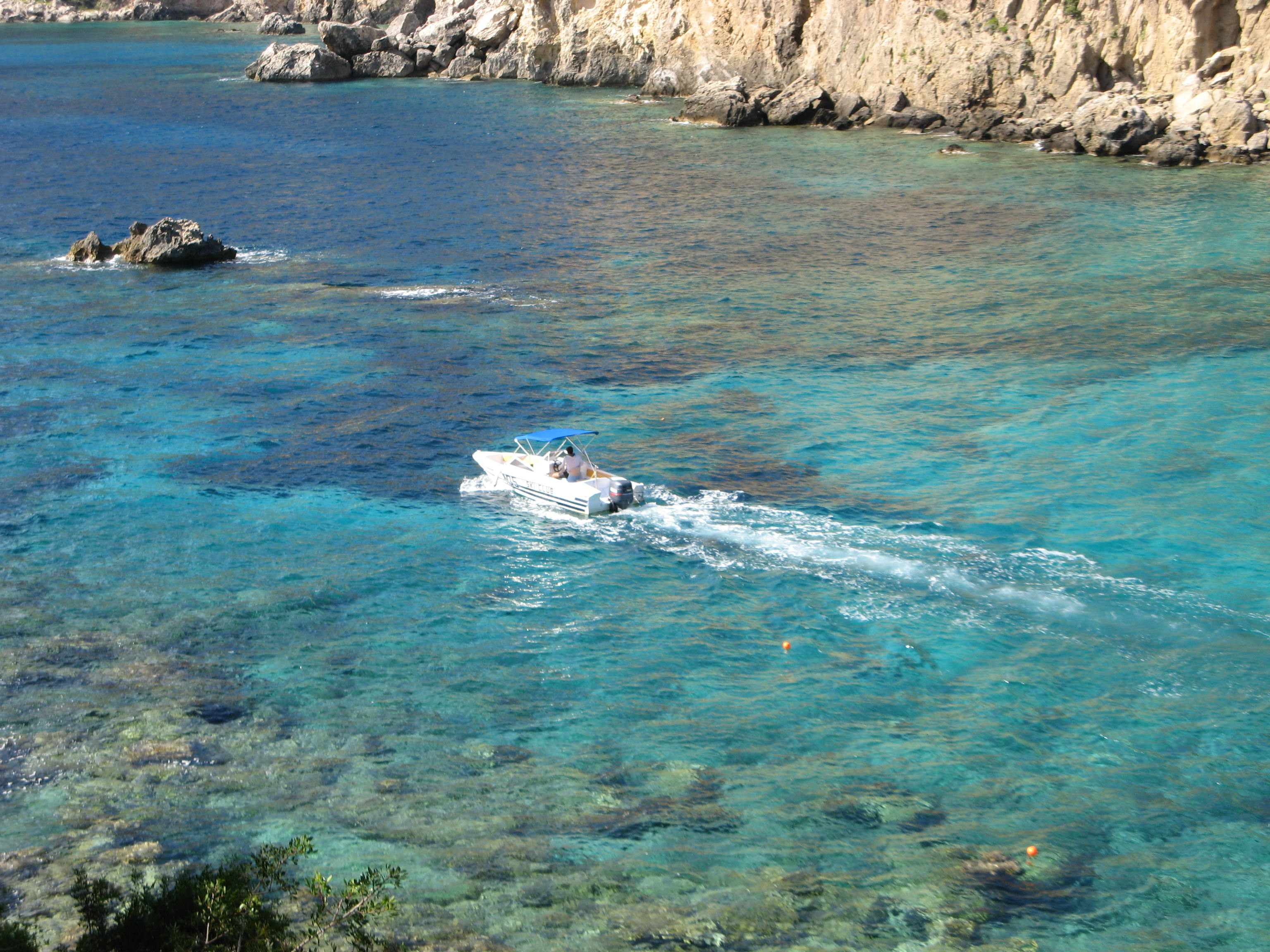
Zona Paleokastritsa din Corfu

- Paleokastita este una dintre cele mai cunoscute destinații turistice de pe coasta de nord-vest a insulei, fiind înconjurată de dealuri verzi și stâncoase și de plaje cu apele incredibile. Situată aproape de castelul bizantin Angelokastro și la aproximativ  25 km de orașul Corfu, Paleokastritsa este formată din două peninsule ce oferă mai multe plaje și golfuri către care se fac excursii cu barca.  Mănăstirea Panagia Paleokastritsa, una dintre cele mai vechi din Corfu, se găsește la o scurtă plimbare din centrul stațiunii. Cunoscută și sub numele de Paleokastritsa, mănăstirea oferă priveliști către insulele învecinate Ortholithos, Kolovri și Skeloudi.

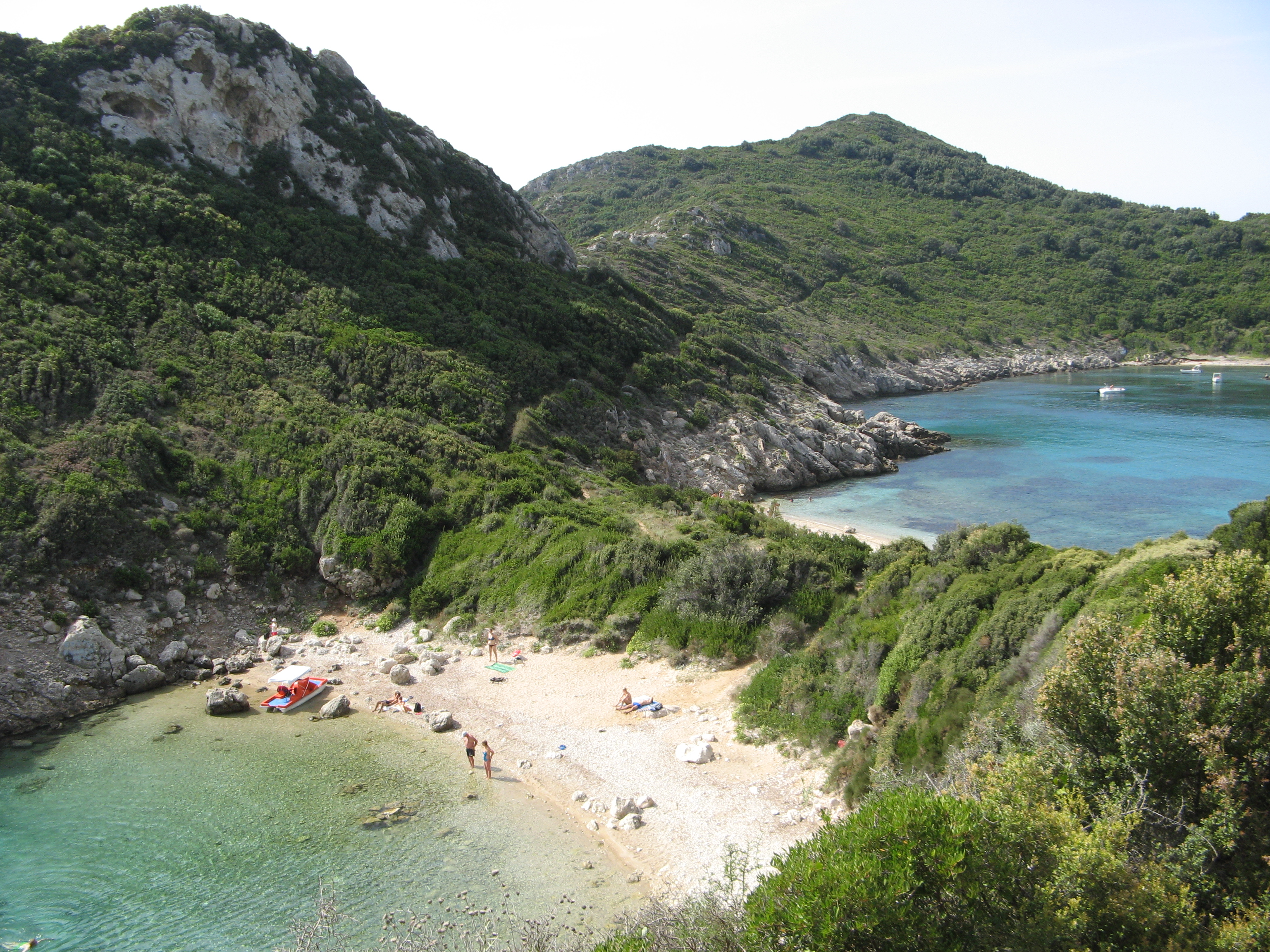
Plaja dublă Porto Timoni

 *Afionas este unul dintre cele mai vechi sate din Corfu situat în partea de nord-vest a insulei. Apropierea de celebra plaja dublă Porto Timoni dar și autenticitatea locului au facut din Afionas un loc unic, căutat de majoritatea celor care ajung în insula.

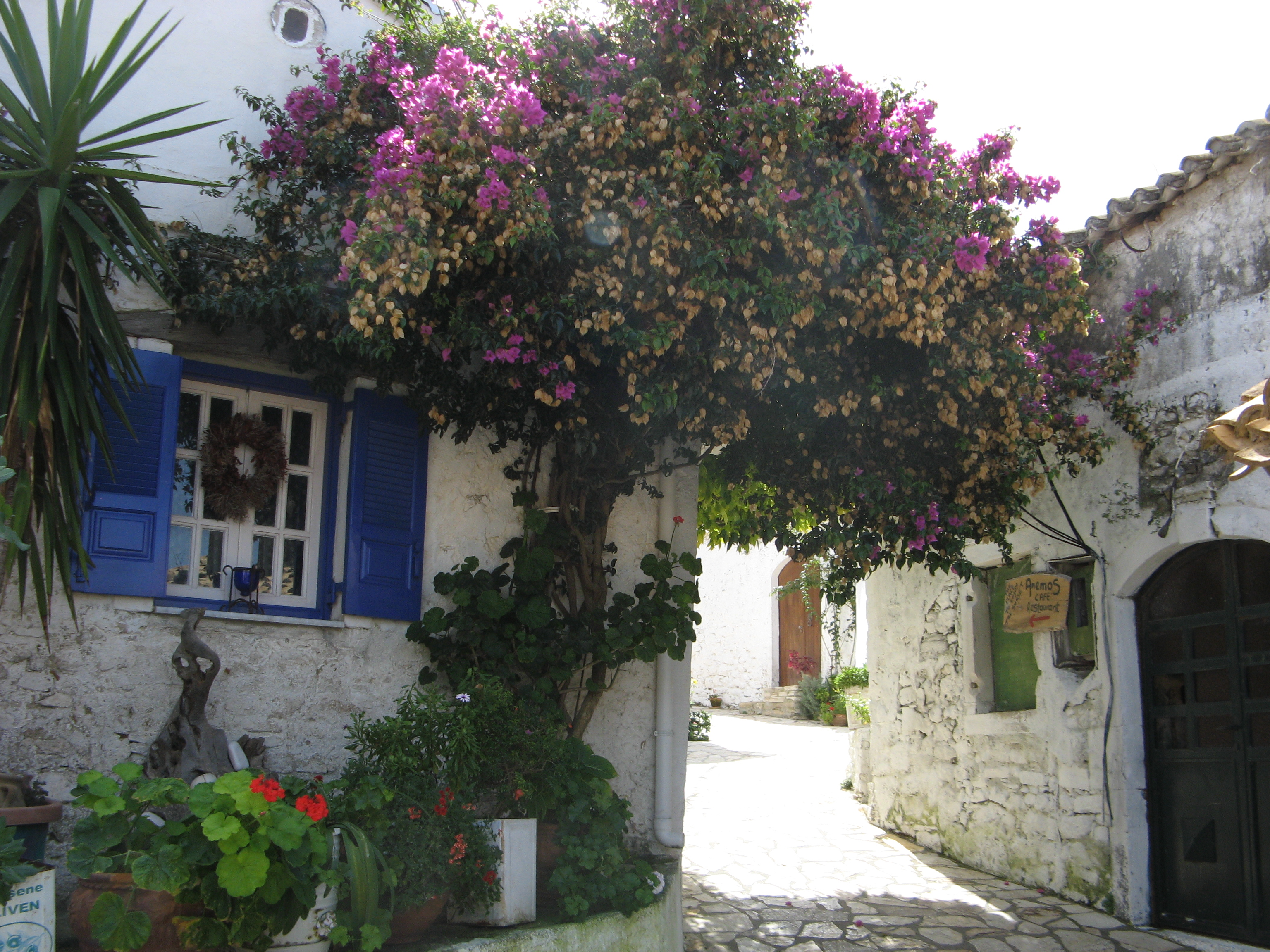
Afionas, satul din care se ajunge în plaja Porto Timoni

- Arillas este situat în nord-vestul insulei, la 37 km de orașul Corfu. Stațiunea liniștită este ideală pentru familii cu copiii oferind o plaja cu nisipul auriu și apele puțin adânci. Arillas și-a păstrat caracterul autentic fiind presărat cu mici taverne și magazine de familie. Este de asemenea o destinație preferată pentru oamenii care apreciază meditația, yoga sau terapiile holistice.

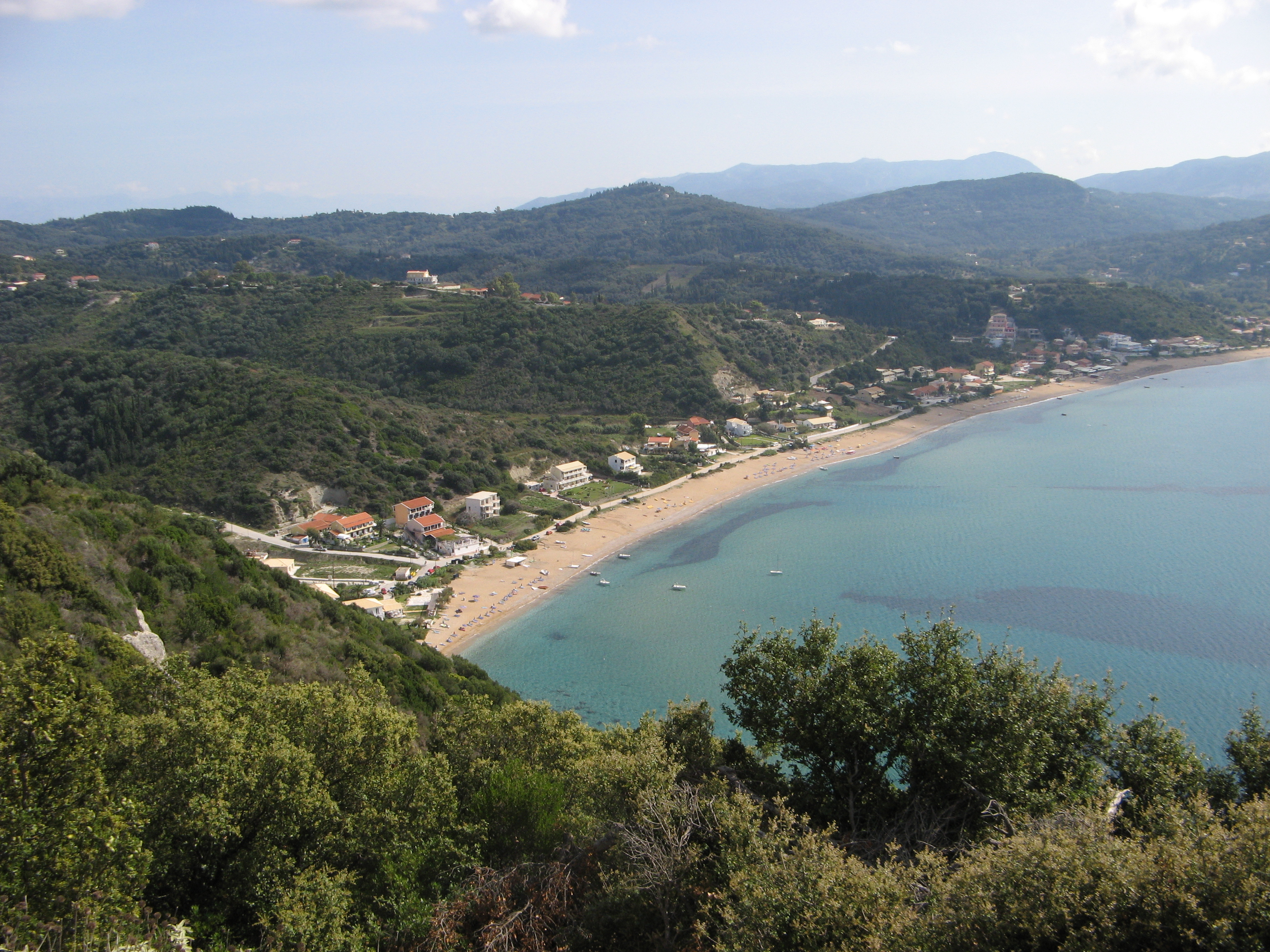
Plaja din Agios Stefanos

- Agios Stefanos sau San Stefanos este un sat de pescari situat pe coasta de nord-vest a insulei, la 35 km de orașul Corfu, și este cunoscut atât pentru plajele cu nisip și apele puțin adânci cât și pentru atmosferă prietenoasă și liniștea pe care o oferă. Așezat între plaja Kerasia și satul Kassiopi care se află la 3 kilometri, Agios Stefanos este o destinație ideală pentru familii cu copii și pentru cupluri.

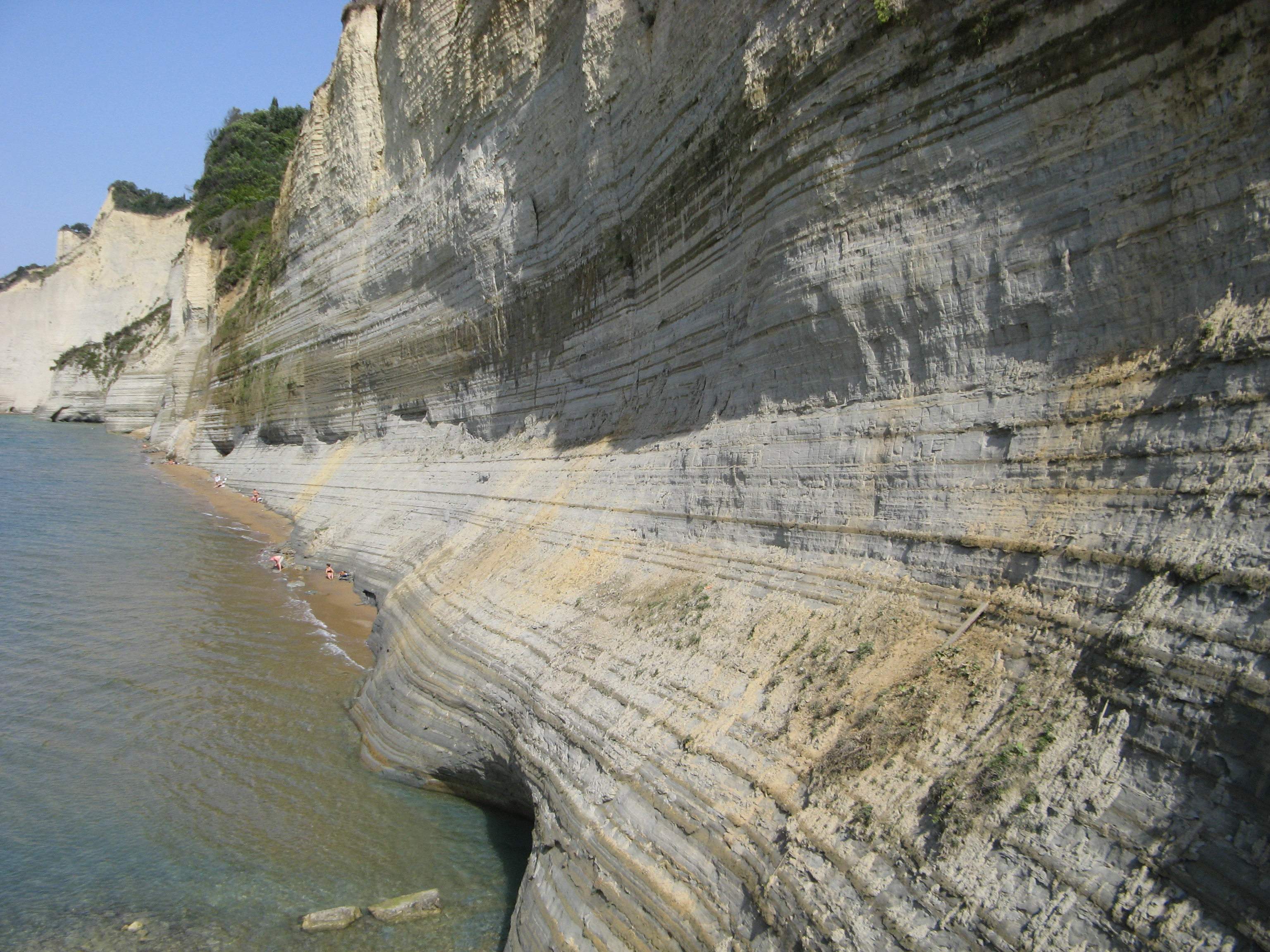
Plaja Logas

- Peroulades este un sat autentic grecesc aflat la numai 2 km de stațiunea turistică Sidari, în partea de nord-vest a insulei. Satul a devenit cunoscut atât datorită plajei Loggas, unul dintre cele mai impresionante locuri din Corfu, cât și apropierii de celebrul Cap Drastis unde se poate ajunge cu barca.

## Personalitati născute aici
- Viktor Dousmanis (1861 - 1949), general.

## Vezi și
- Biserica Sfântul Spiridon din Corfu
- Vila Mon Repos, Corfu
- Roda, Grecia
- Kassiopi

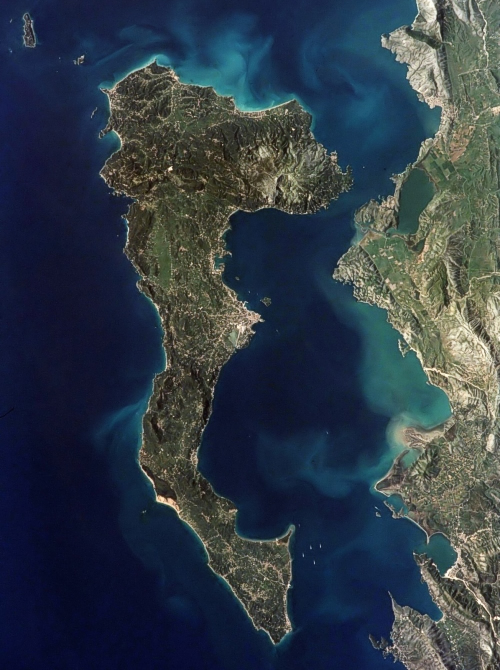

- Istoria insulei Corfu (corfu-tourism.com)
- A brief history of Corfu (allcorfu.com)

## Legături externe
- Materiale media legate de Corfu la Wikimedia Commons